# Андрушівський район
Андрушівський район — колишня адміністративно-територіальна одиниця у Житомирській і Бердичівській округах, УСРР, Київській та Житомирській областях УРСР та України.
Існував з 1923 по 2020 рік[⇨]. Площа району — 0,956 тис. км² (3,2 % від території області). Населення — 34,05 тис. осіб, станом на 2013 рік[⇨]. Районний центр — місто Андрушівка. На заході район межує з Бердичівським (28 км), на північному заході — Житомирським (27 км), а півночі — Коростишівським (34 км), на сході — Попільнянським (27 км), на півдні — Ружинським (33 км) районами Житомирської області, на південному заході Козятинським районом (11 км) Вінницької області.

## Природа
Район розташований на південному сході Житомирської області України, у межах Дністровсько-Дніпровської лісостепової фізико-географічної провінції. Територія району лежить на Придніпровській височині. Поверхня — пологохвиляста рівнина, розчленована річковими долинами, ярами та балками.
Корисні копалини: родовища гранітів, вапняків, бурого вугілля (Андрушівське родовище), суглинків, піску і торфу.
Пересічна температура січня -5,6 °C, липня +18,7 °C. Період з температурою понад +10 °C становить 156 днів. Середня норма атмосферних опадів — 527 мм на рік. 60 % випадає в теплу половину року. Висота снігового покриву 20—25 см. Район лежить в межах помірно теплої з достатнім зволоженням ґрунту агрокліматичної зони.
Гідрографічна мережа району представлена 11 річками басейну Дніпра: Гуйва, Пустоха, Лебединець, Ів'янка та ін. Для місцевих потреб споруджено 44 стави із загальною площею водної поверхні 525 га.
З ґрунтів найбільш поширені чорноземи глибокі малогумусні (більше половини площі району), є сірі лісові, дерново-підзолисті, чорноземно-лучні, лучні, болотні.
Загальна площа природних лісів і штучних лісових насаджень — 7,4 тис. га. Серед деревних порід переважають дубово-грабові ліси (71 %) та ялиново-соснові з домішками в'яза, модрини, берези, вільхи, тополі (20 %).

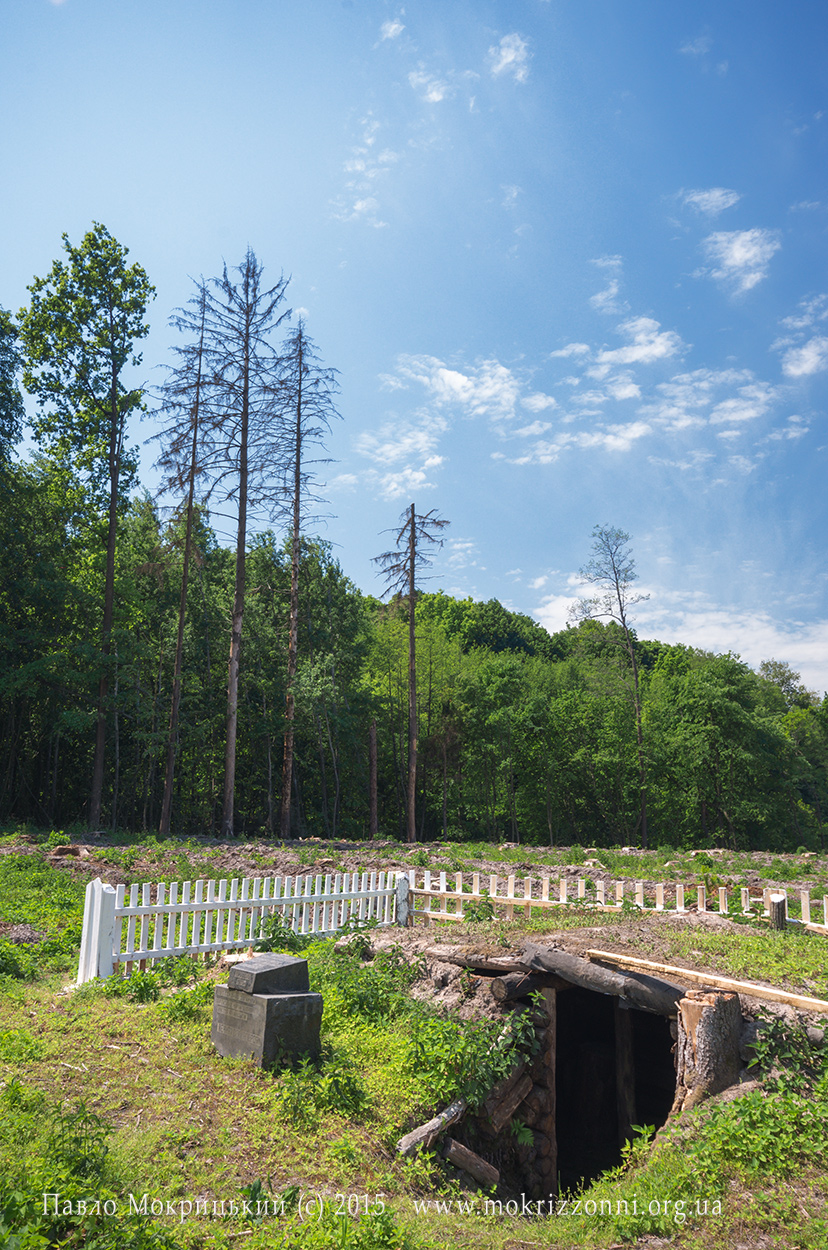
Знищення Андрушівського лісу Другого
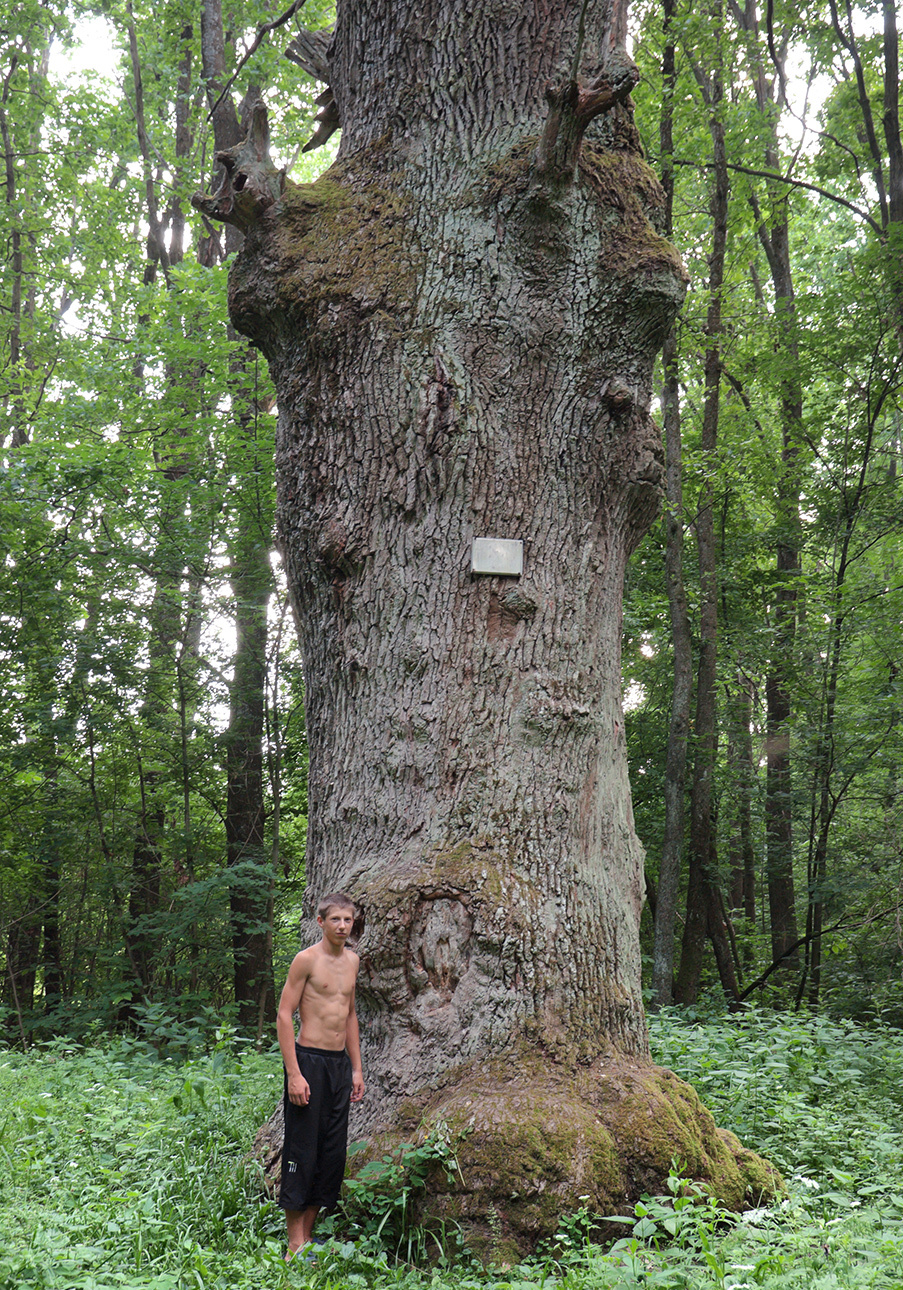
400-річний дуб «Велетень»
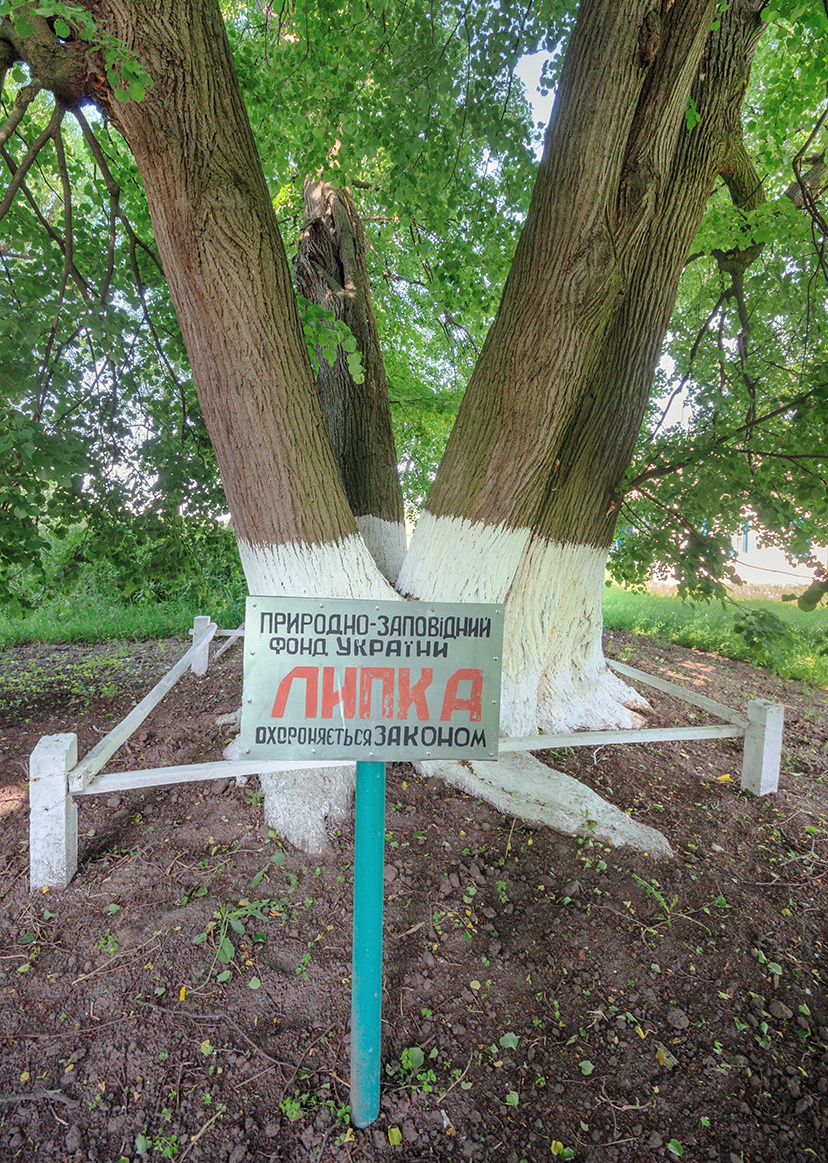
Зчетверенний стовбур липи «Липка»
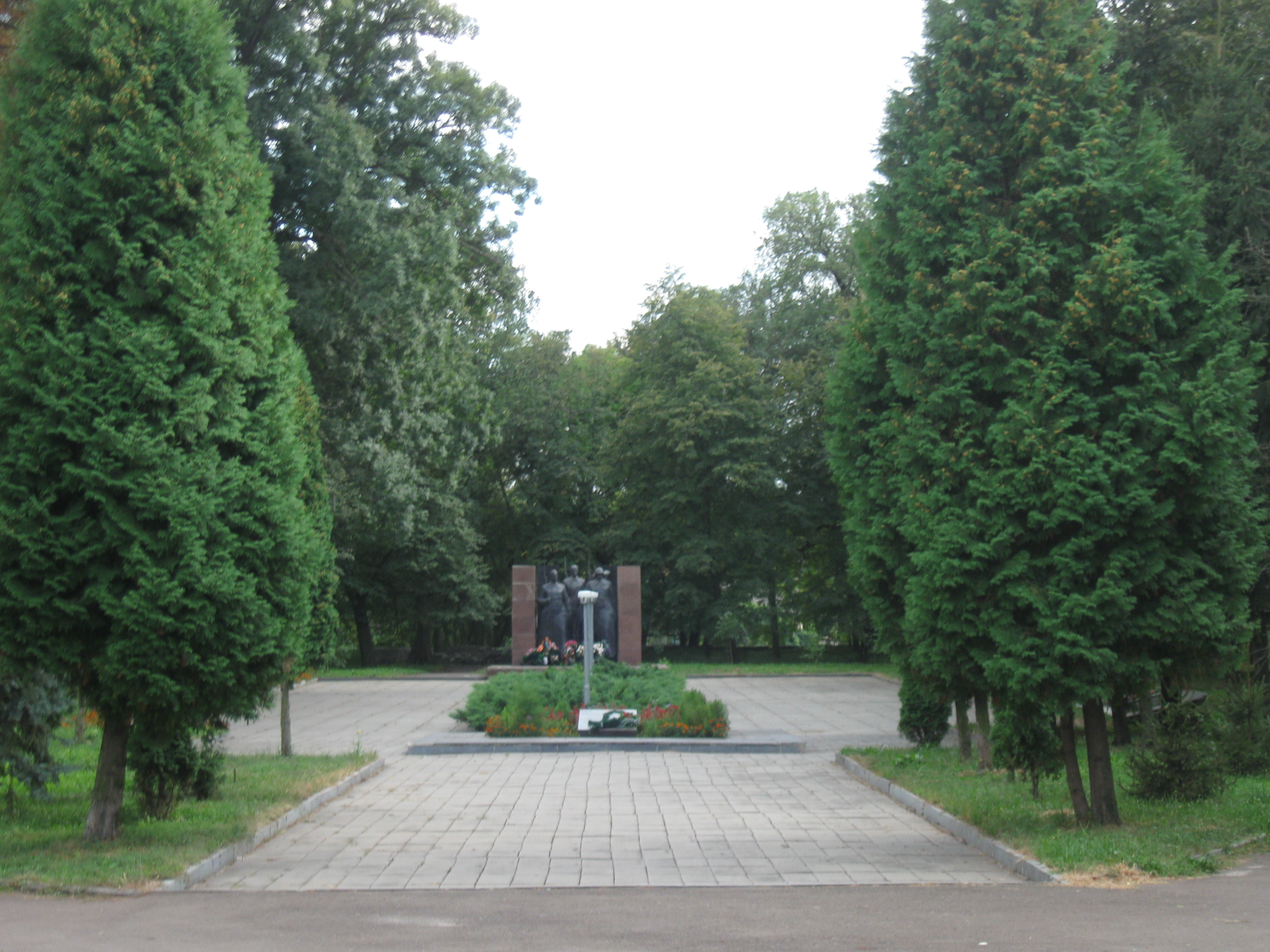
Садиба Терещенків
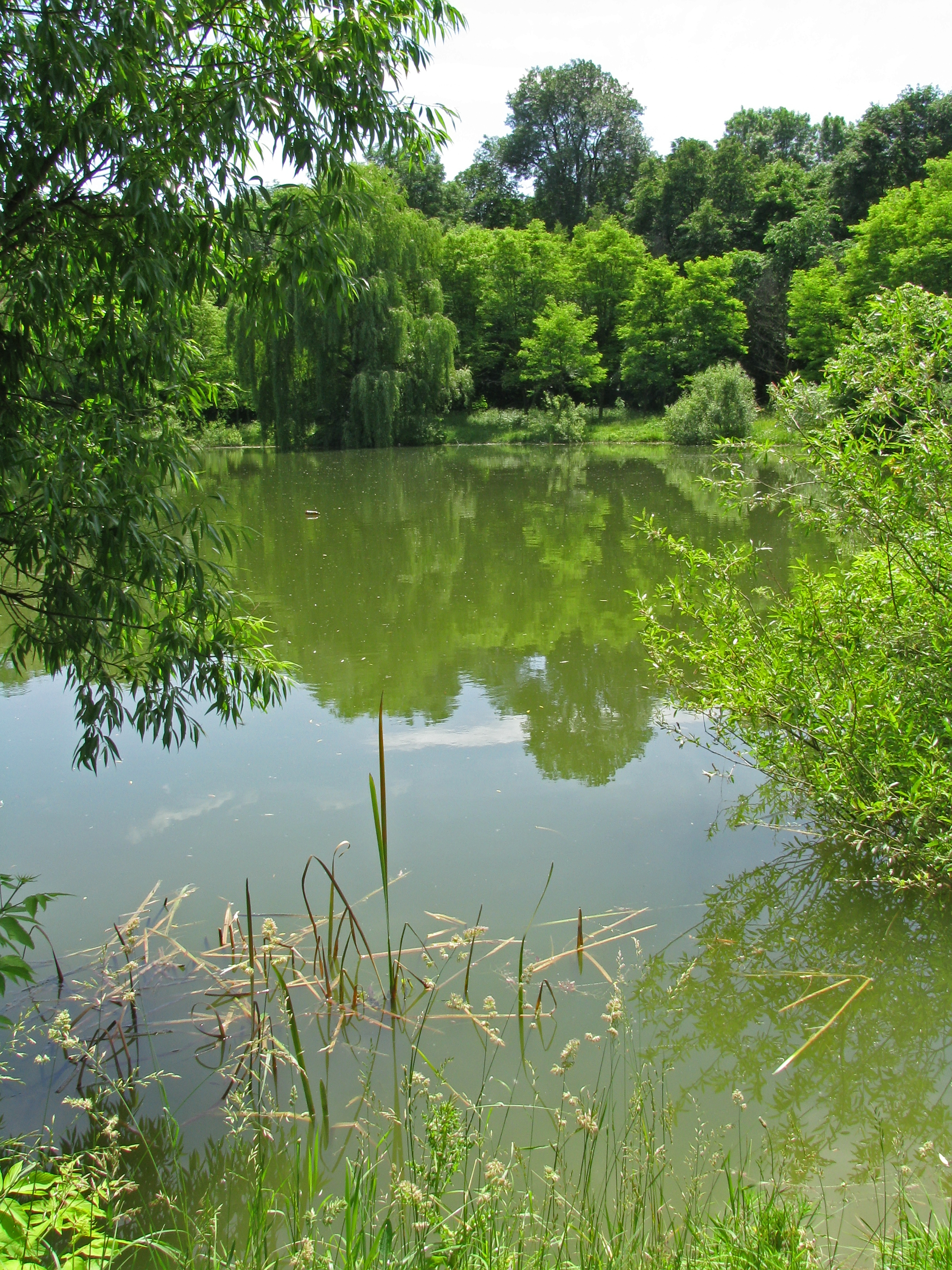
Червонський парк

### Охорона природи
У районі задля збереження природних ландшафтів та окремих об'єктів природи створені:
- Яроповицький заказник — ландшафтний заказник місцевого значення.
- Андрушівські ліси, Перший і Другий — лісові заказники місцевого значення.
- Нехворощ — лісовий заказник місцевого значення.
- Івницький парк — пам'ятка садово-паркового мистецтва загальнодержавного значення.
- Андрушівський парк — пам'ятка садово-паркового мистецтва місцевого значення.
- Червонський парк — пам'ятка садово-паркового мистецтва місцевого значення.
- Дуб Велетень — ботанічна пам'ятка природи місцевого значення.
- Липка — ботанічна пам'ятка природи місцевого значення.

## Історія
Район був утворений 7 березня 1923 року в складі Житомирської округи Волинської губернії, включно із землями, які згодом було надано до складу Попільнянського і Брусилівського районів.
В червні 1925 року район, в неповному складі, було передано до складу Бердичівської округи, 10 сільрад району приєднано до Левківського району.
З 15 вересня 1930 року, через скасування округ, район перейшов у пряме підпорядкування до республіканського центру.
9 лютого 1932 року район було включено до складу новоствореної Київської області.
Андрушівський район у 1932–1933 рр. входив до складу Київської області. За свідченнями очевидців Голодомору 1932–1933 рр., у районі загинуло 2500 чол., імена яких на сьогодні встановлено.
До складу Житомирської області район увійшов 22 вересня 1937 р. У той час район складався із 30 сільських рад, 3 селищних, а загалом із 44 населених пунктів.
За переписом 1939 року, населення району становило 60,7 тис. осіб.
30 грудня 1962 року район було ліквідовано, 4 січня 1965 року — відновлено в колишніх межах.
Ліквідований 19 липня 2020 року, відповідно до постанови Верховної Ради України від 17 липня 2020 року «Про утворення та ліквідацію районів».
У районі працювали Андрушівський та Червоненський цукрові та спиртові заводи, торфорозробка, молокопереробний завод. Для обслуговування населення працювали цегельні та гончарня. В 1975 р. Андрушівку віднесено до категорії міст.

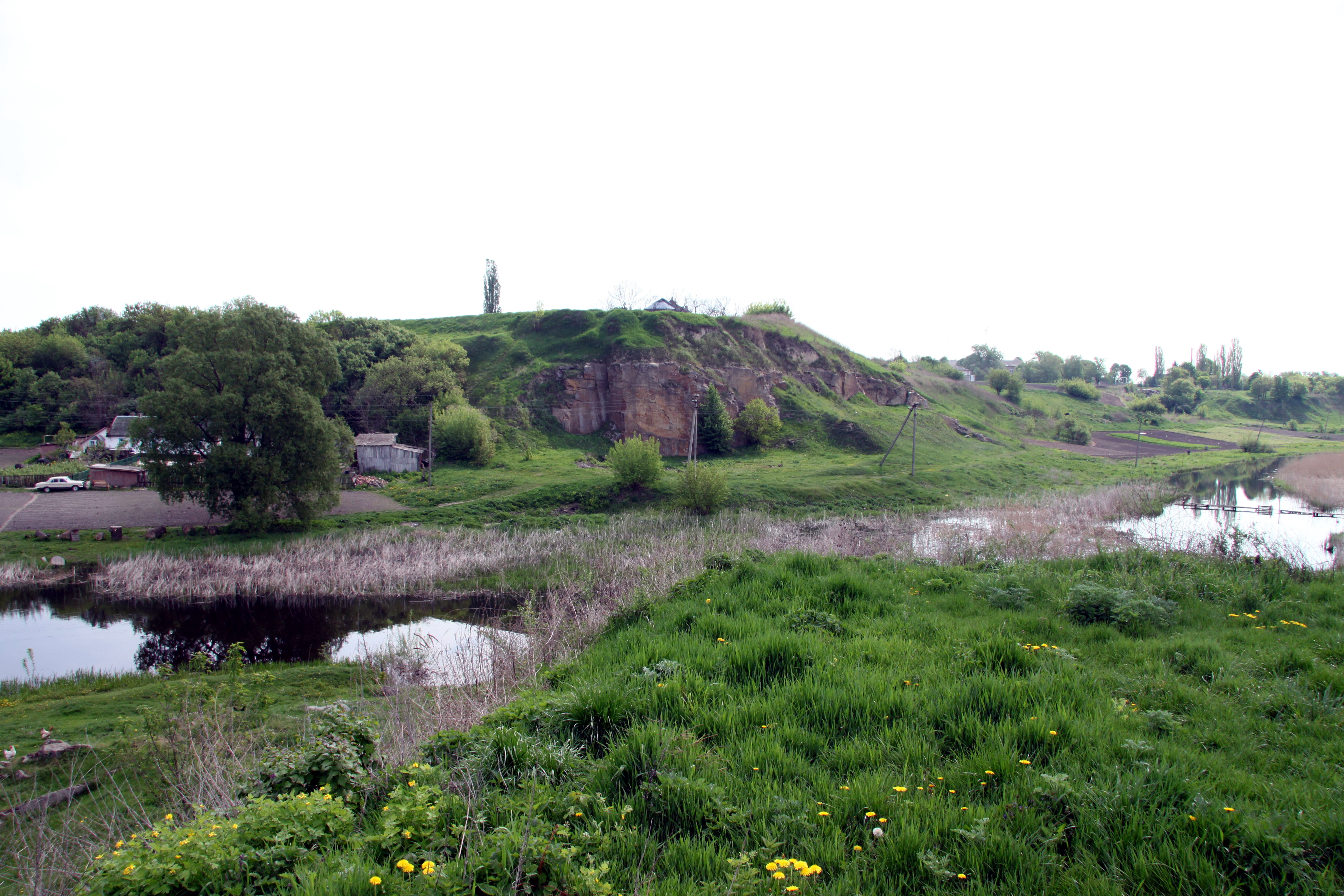
Городище літописного Котельнича
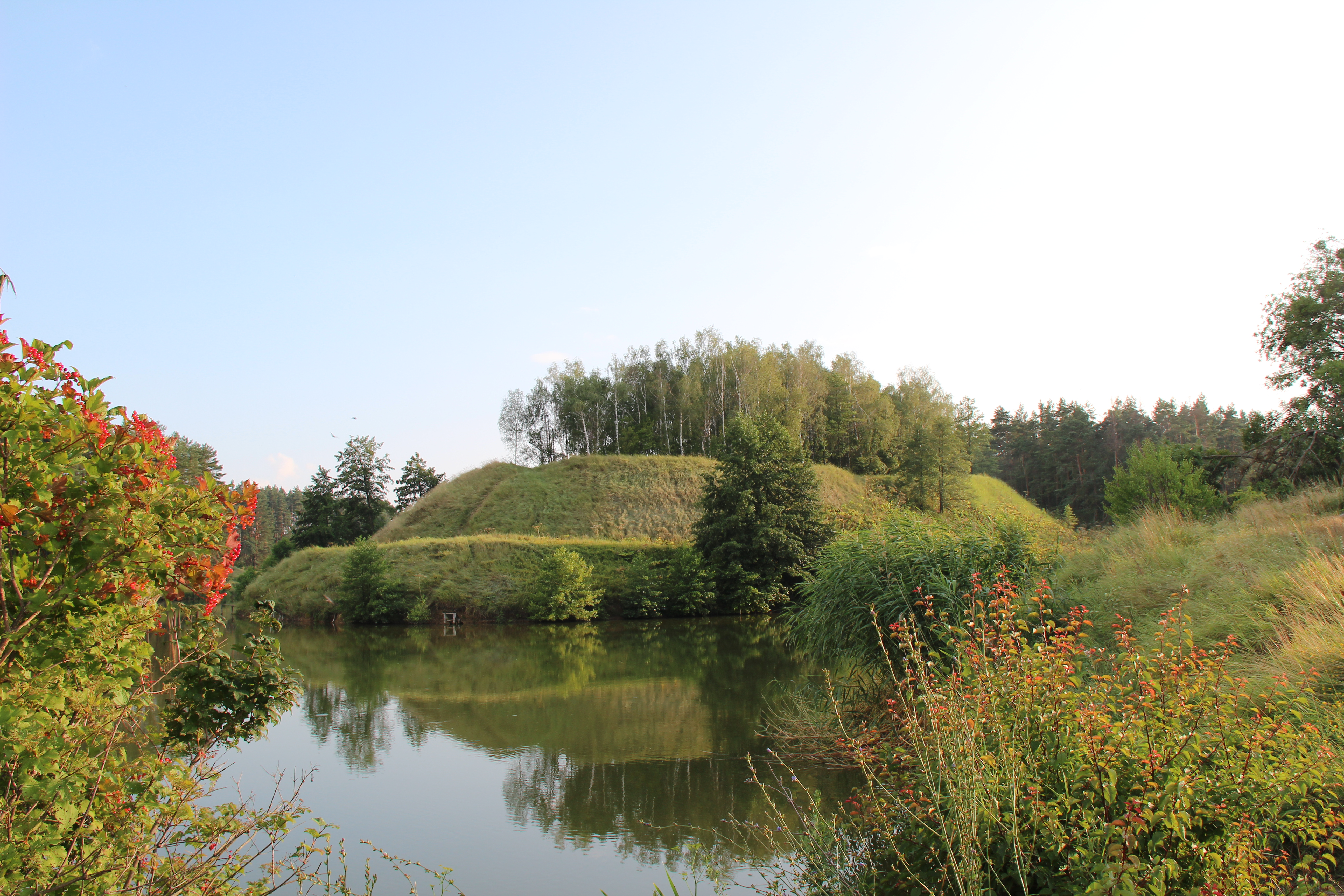
Пагорб, де стояв замок Ярополка
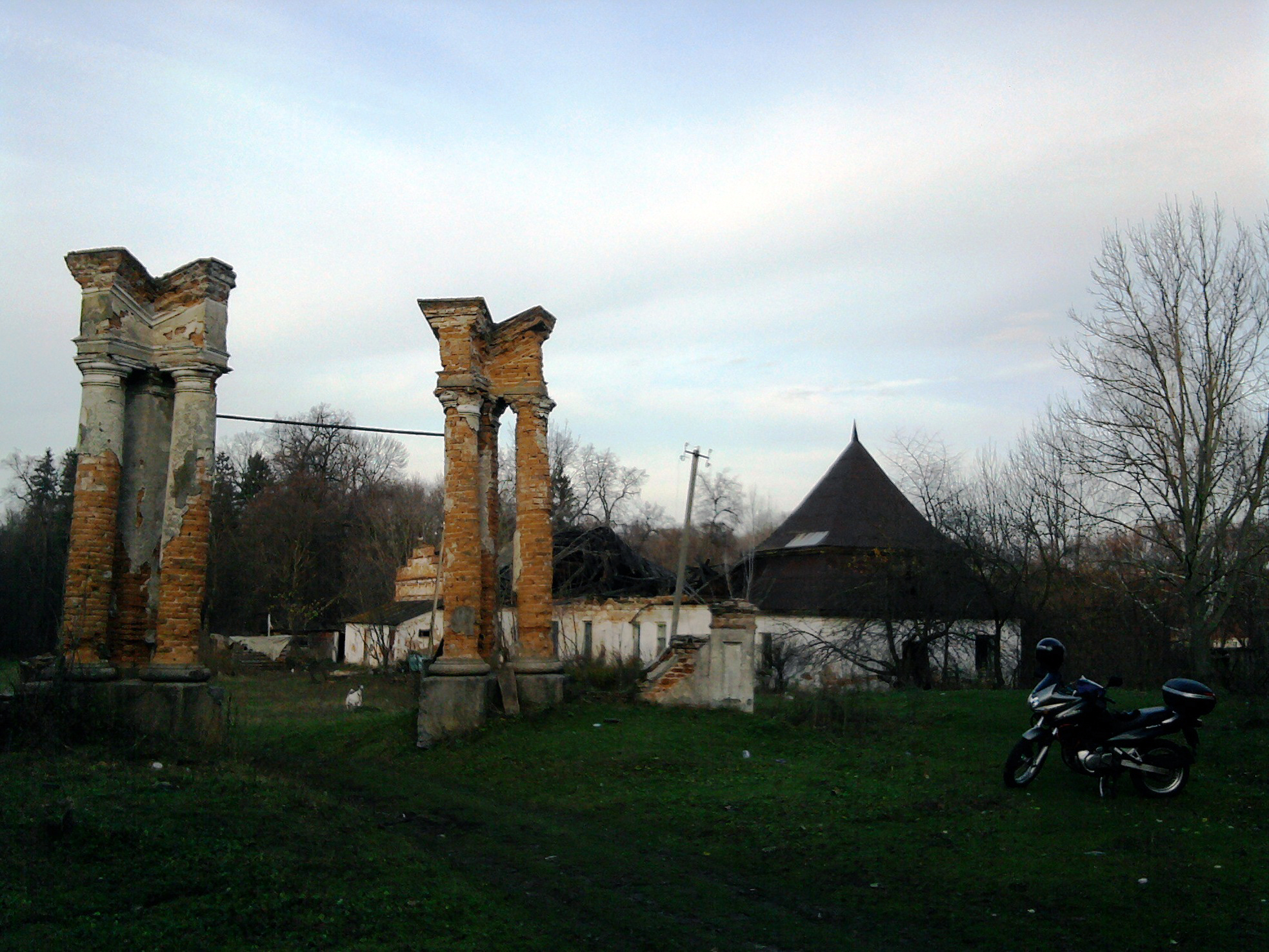
Садиба баронів де Шодуар
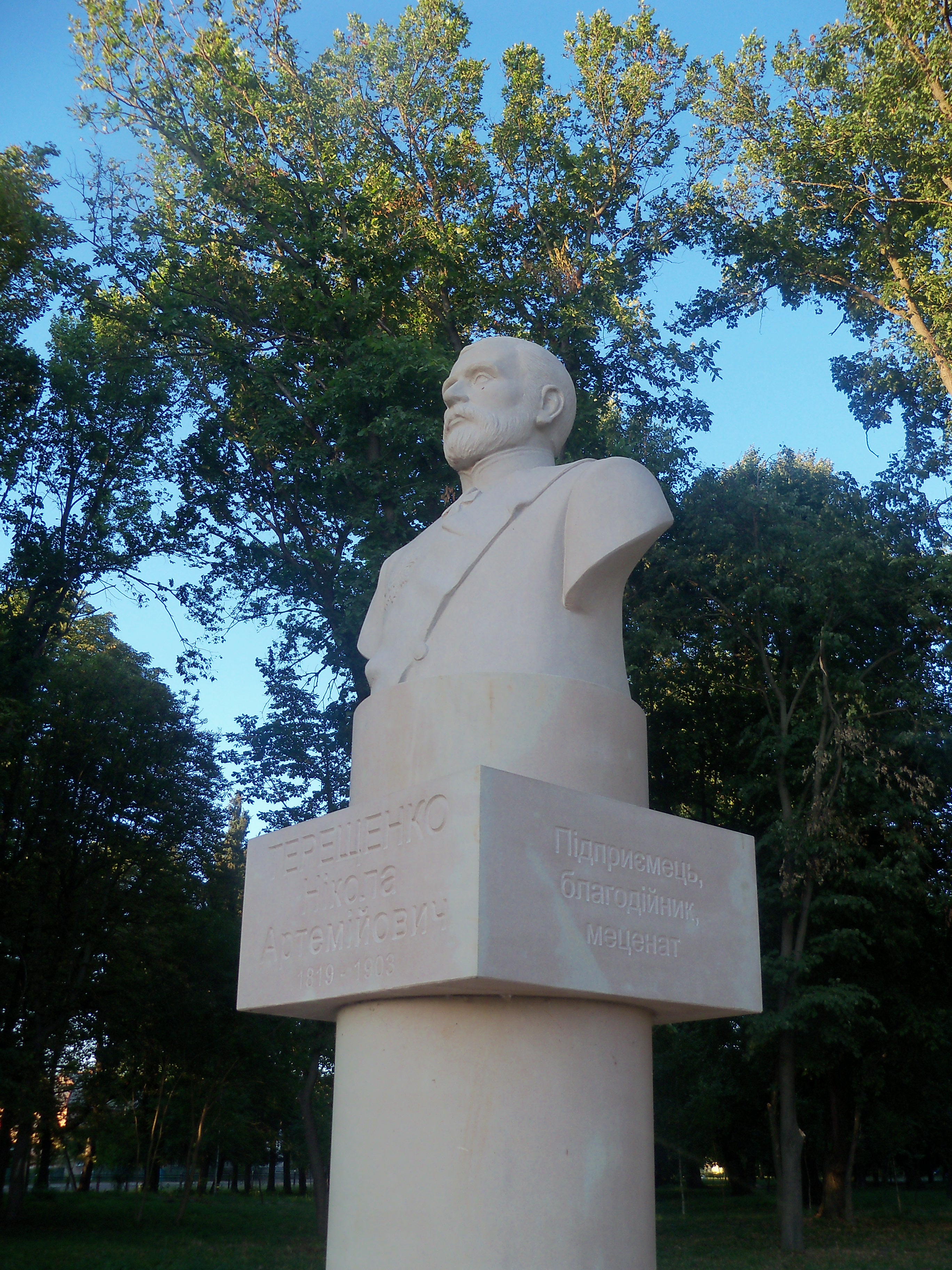
Погруддя Ніколи Терещенка

## Адміністративний устрій
Адміністративно-територіально район поділяється на 1 селищну громаду, 1 міську та 22 сільські ради, які об'єднують 37 населених пунктів та підпорядковані Андрушівській районній раді. Адміністративний центр — смт Андрушівка.
На території району одне місто (Андрушівка), одне селище міського типу (Червоне) та 37 сільських населених пунктів.

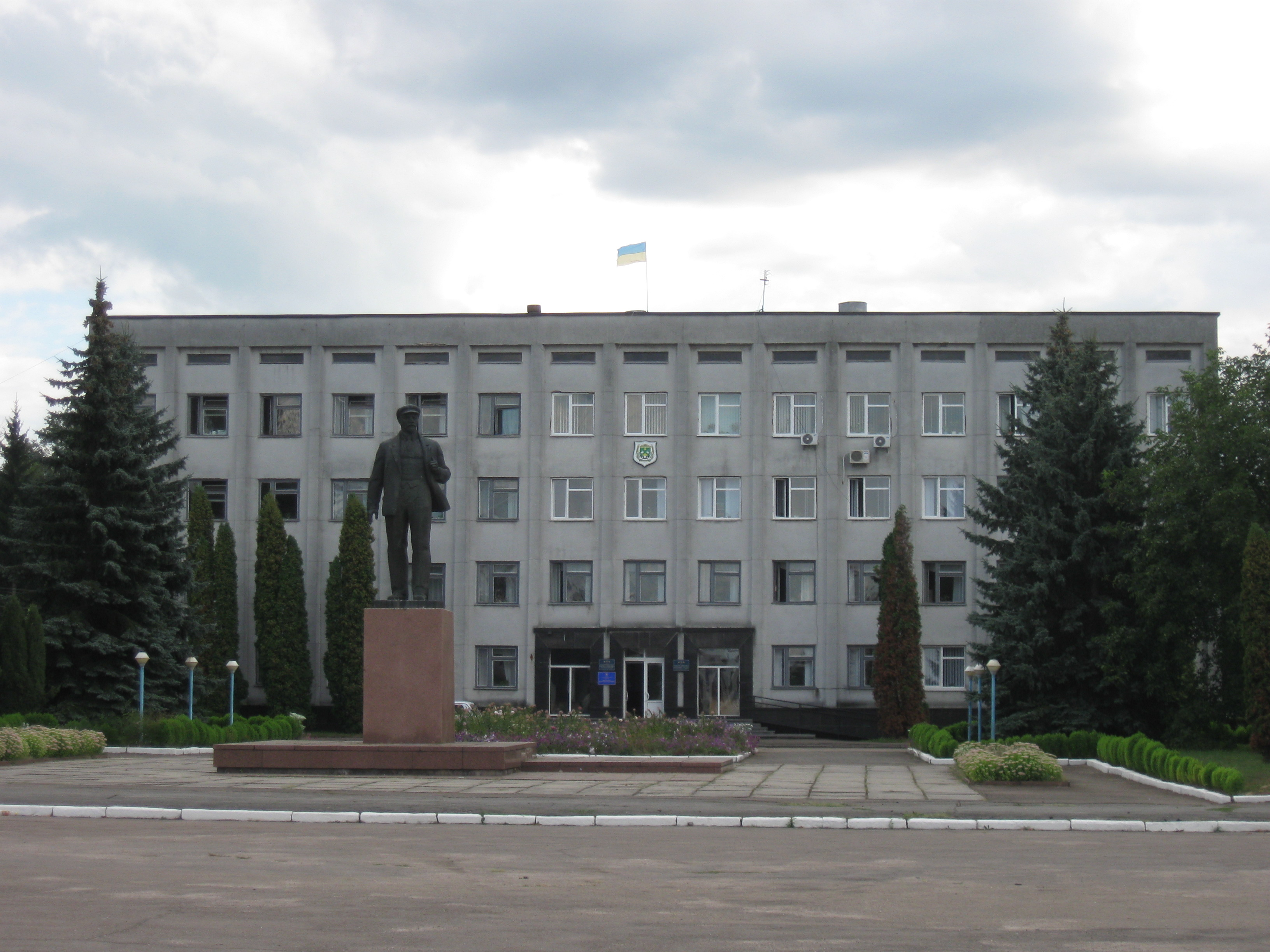
Будівля Андрушівської райадміністрації
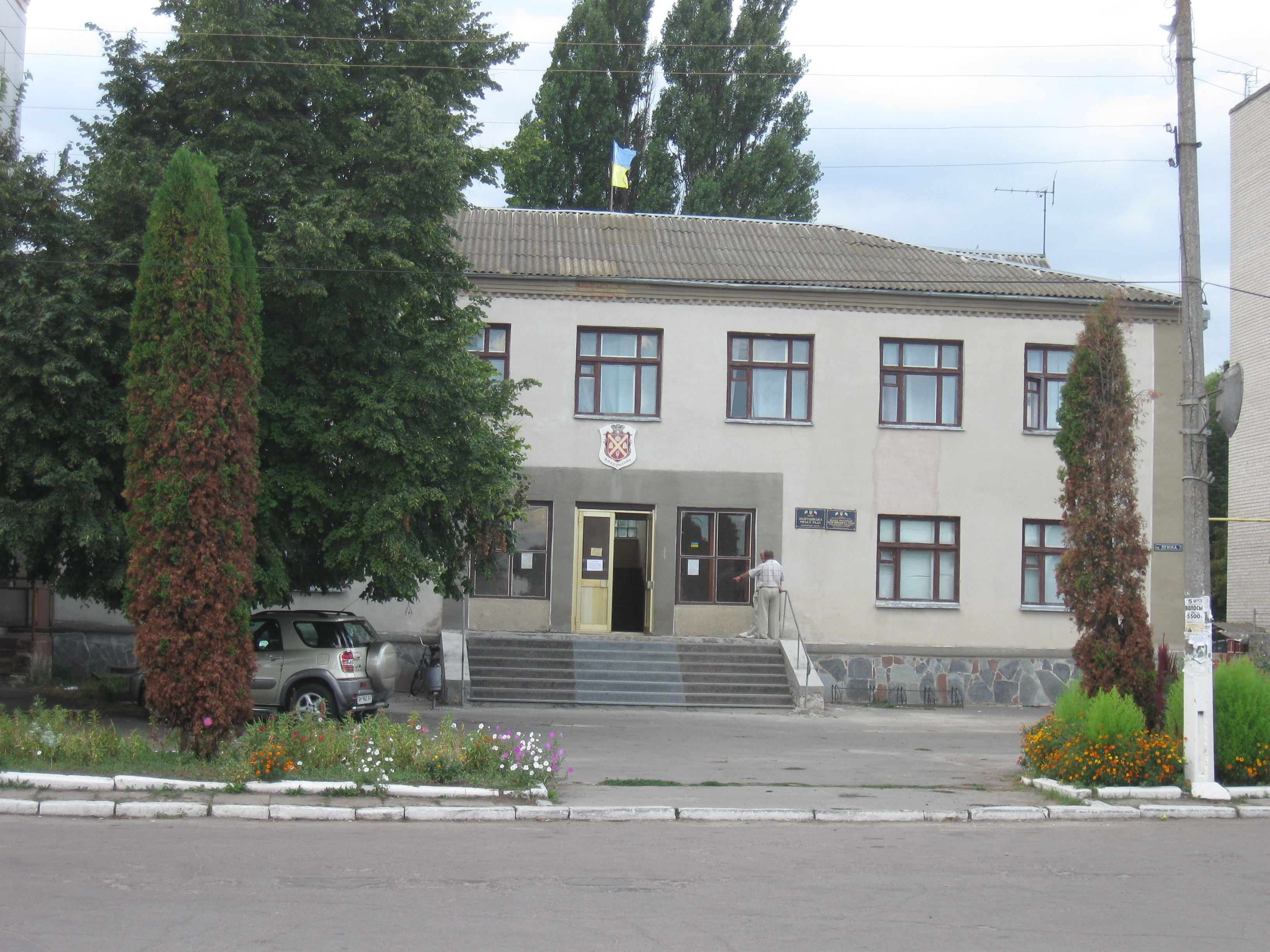
Будівля Андрушівської міськради
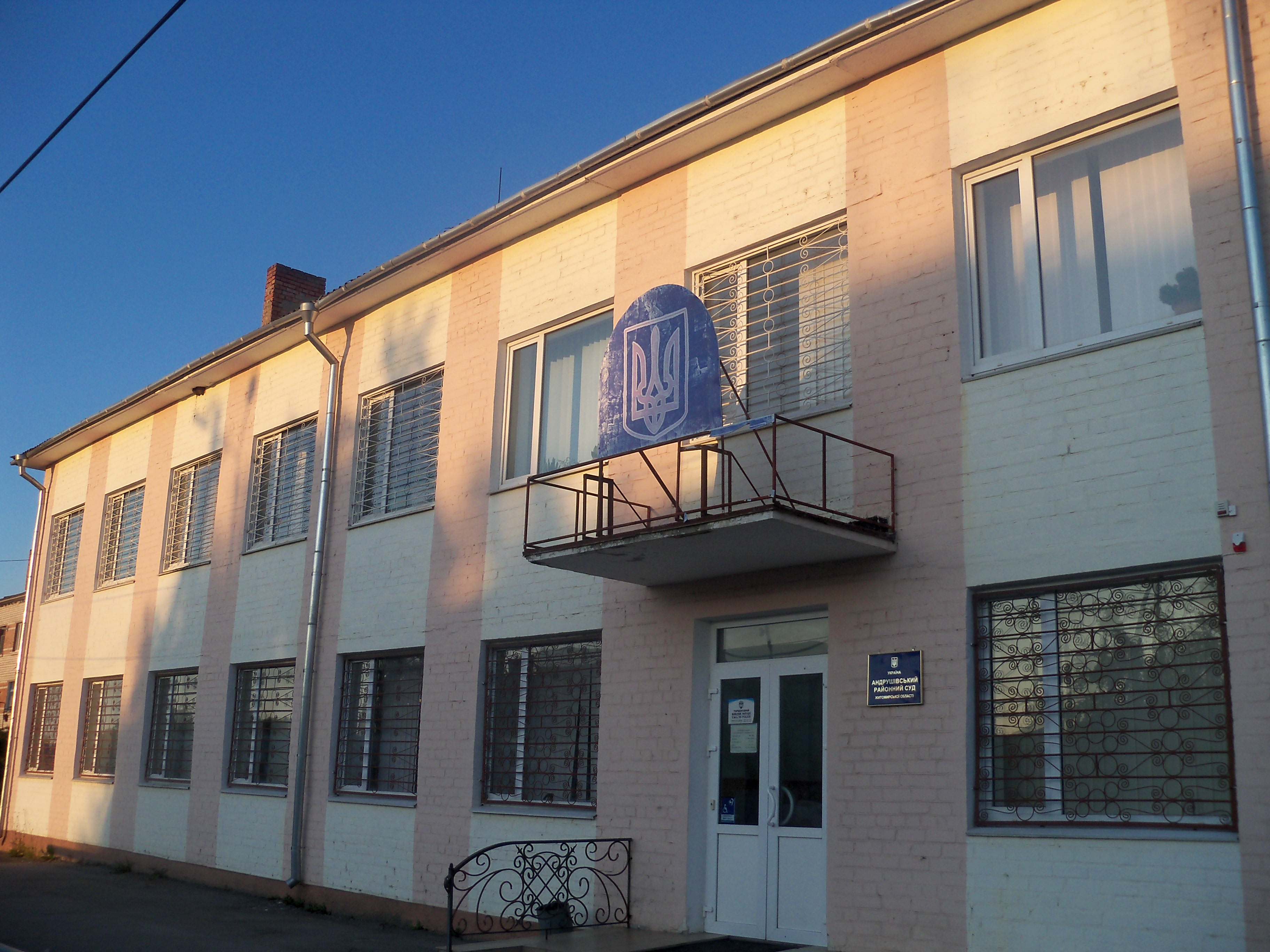
Будівля райсуду
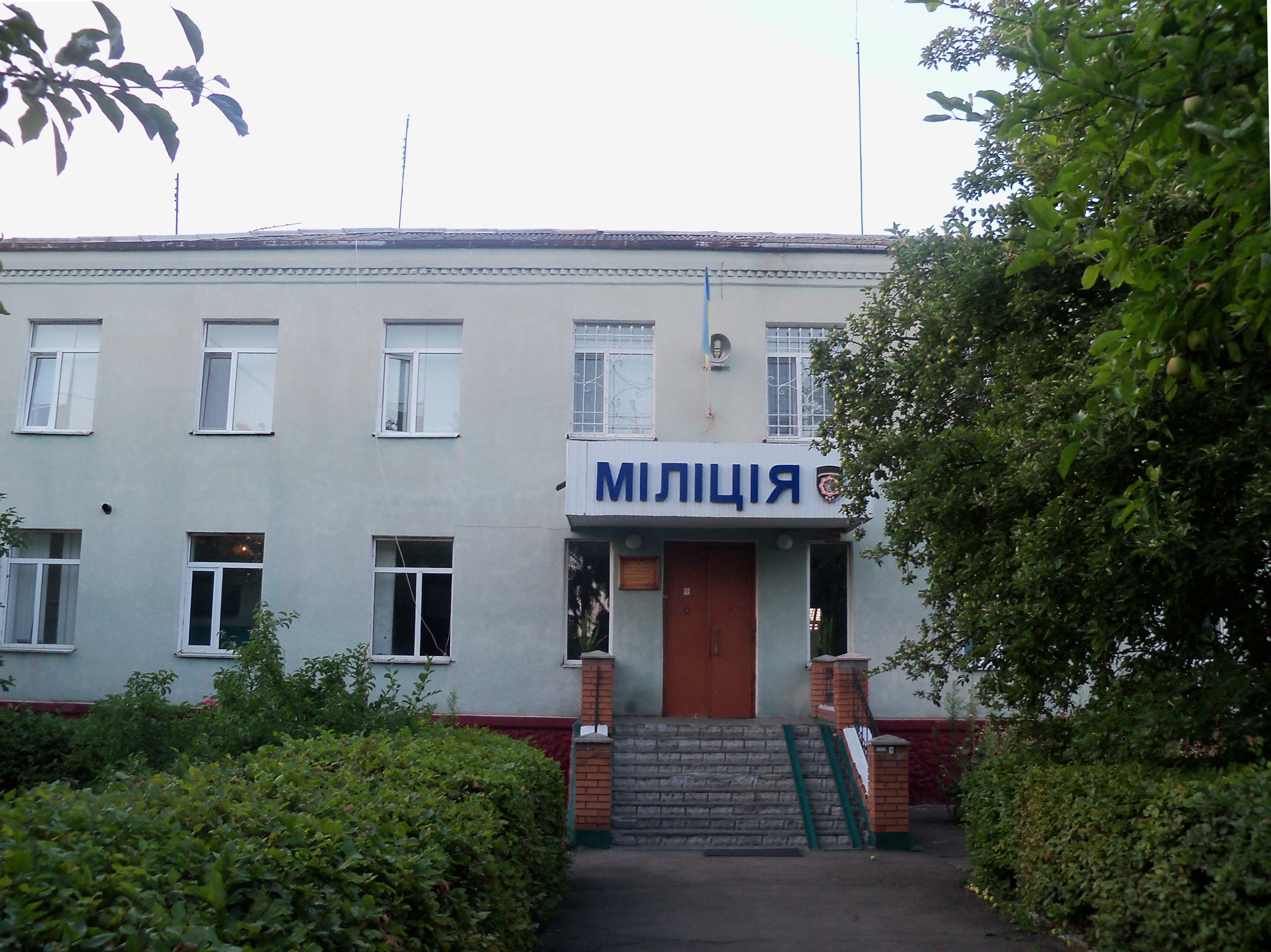
Будівля райвідділку поліції
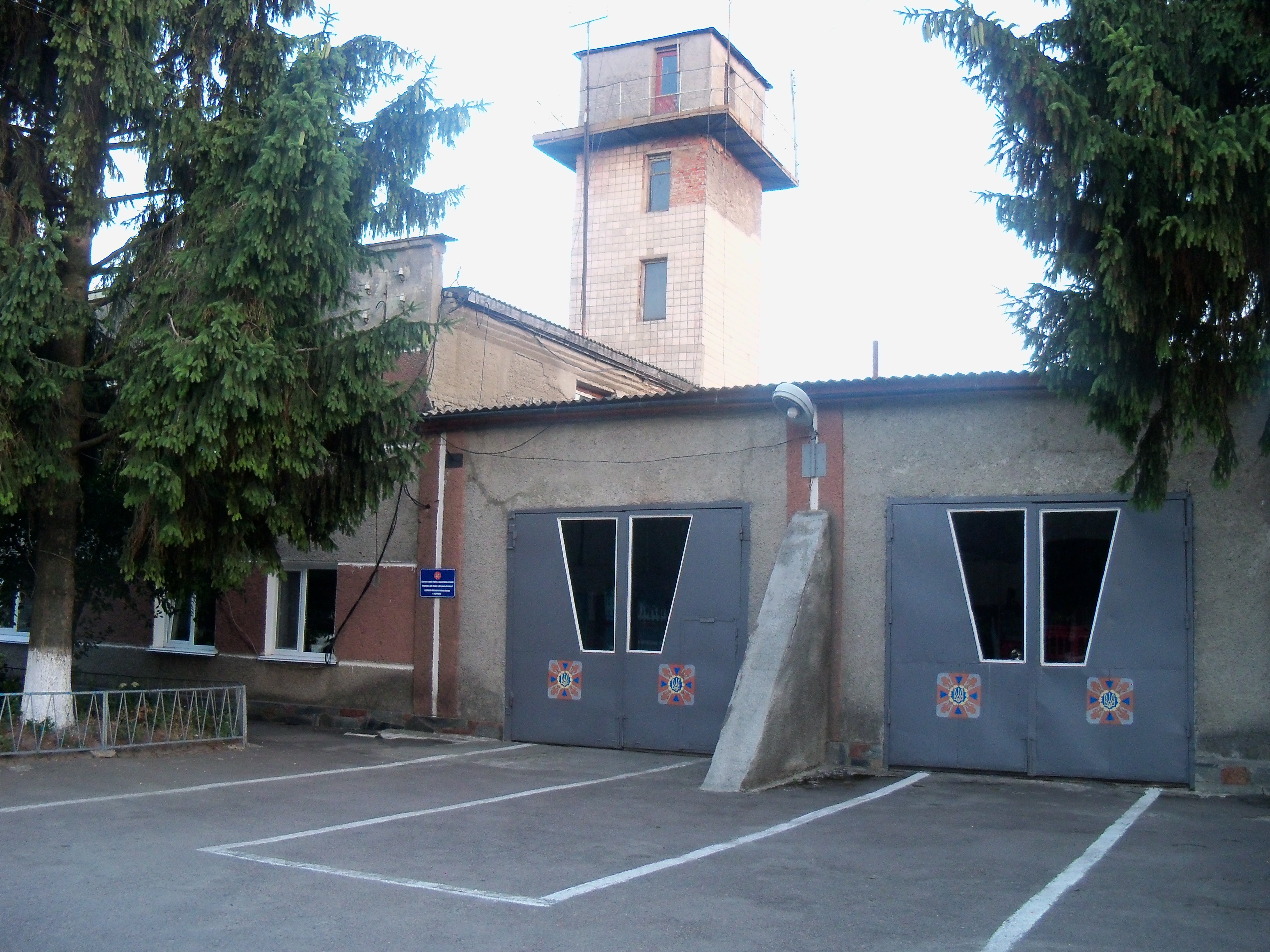
Будівля пожежно-рятувальної частини

## Політика
До районної ради обрано 46 депутатів, до міської — 36. Всього депутатів — 492. В районній раді сформовано 5 фракцій, представлених від 6 партій.
25 травня 2014 року відбулися Президентські вибори України. У межах Андрушівського району було створено 45 виборчих дільниць. Явка на виборах складала — 68,75 % (проголосували 18 500 із 26 908 виборців). Найбільшу кількість голосів отримав Петро Порошенко — 63,41 % (11 730 виборців); Юлія Тимошенко — 16,17 % (2 991 виборців), Олег Ляшко — 8,19 % (1 515 виборців), Анатолій Гриценко — 3,55 % (656 виборців). Решта кандидатів набрали меншу кількість голосів. Кількість недійсних або зіпсованих бюлетенів — 1,25 %.

## Населення

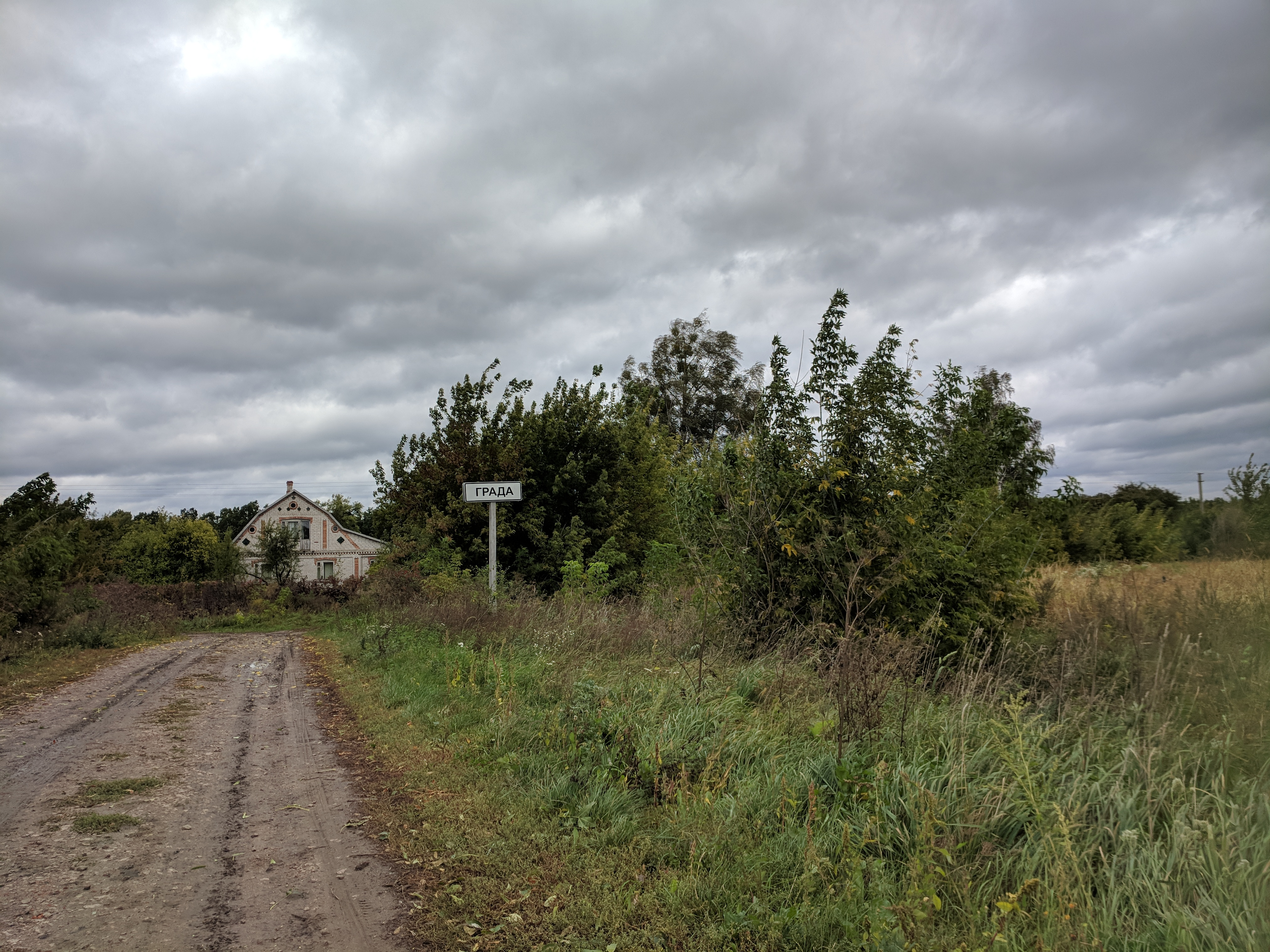
Село Града

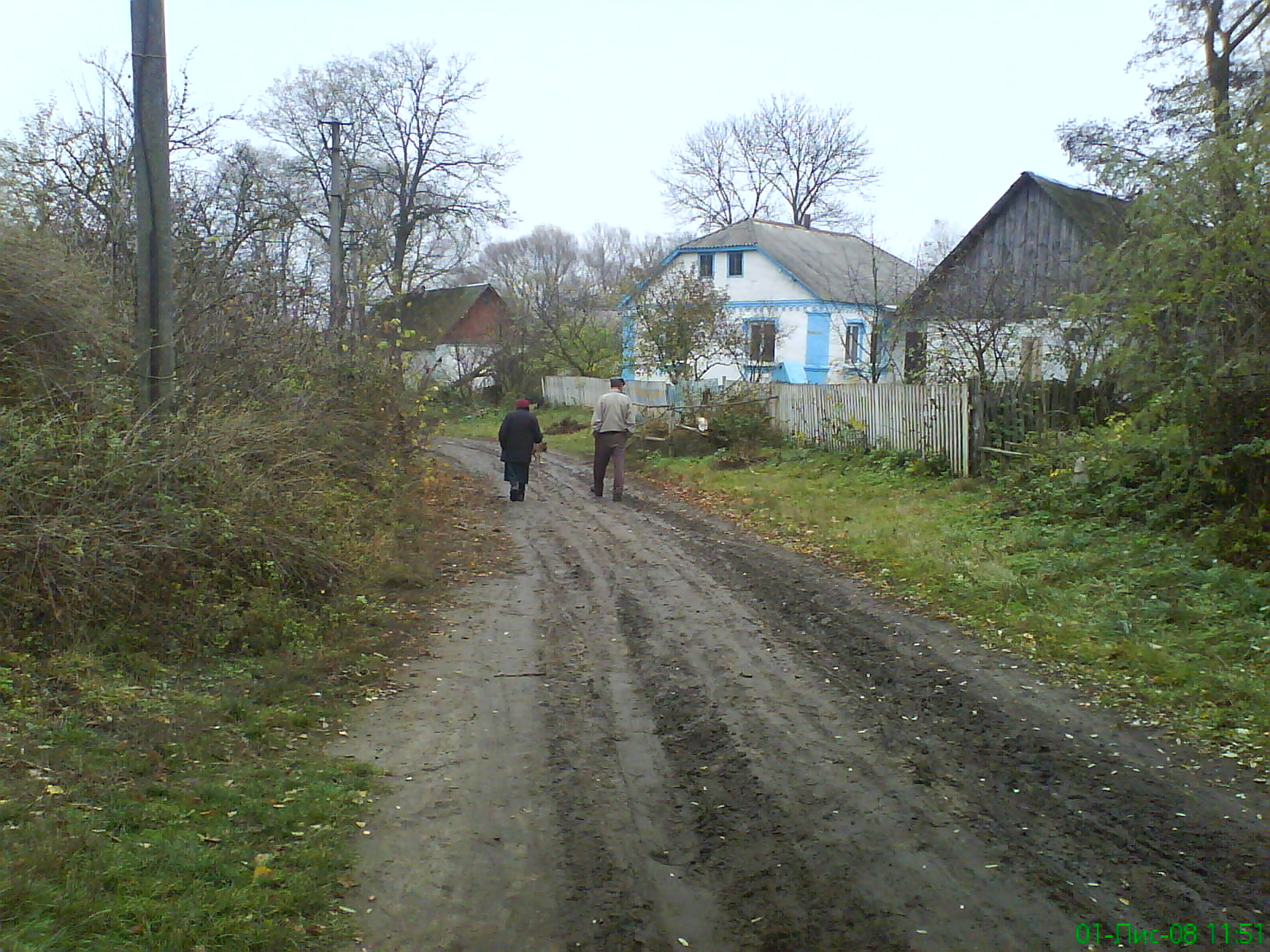
Село Ярешки

Розподіл населення за віком та статтю (2001)
| Стать | Всього | До 15 років | 15-24 | 25-44 | 45-64 | 65-85 | Понад 85 |
| --- | ------ | ----------- | ----- | ----- | ----- | ----- | -------- |
| Чоловіки | 17 626 | 3444        | 2235  | 5142  | 4371  | 2348  | 86       |
| Жінки | 21 142 | 3407        | 2228  | 4879  | 5341  | 4859  | 428      |
| \| Статево-вікова піраміда \| Статево-вікова піраміда \| Статево-вікова піраміда \| \| ----------------------- \| ----------------------- \| ----------------------- \| \| Чоловіки \| Вік \| Жінки \| \| 86 \| 85 + \| 428 \| \| 170 \| 80-84 \| 630 \| \| 468 \| 75-79 \| 1299 \| \| 874 \| 70-74 \| 1629 \| \| 836 \| 65-69 \| 1301 \| \| 1355 \| 60-64 \| 1947 \| \| 850 \| 55-59 \| 1050 \| \| 978 \| 50-54 \| 1096 \| \| 1188 \| 45-49 \| 1248 \| \| 1405 \| 40-44 \| 1328 \| \| 1272 \| 35-39 \| 1191 \| \| 1250 \| 30-34 \| 1138 \| \| 1215 \| 25-29 \| 1222 \| \| 1020 \| 20-24 \| 1062 \| \| 1215 \| 15-20 \| 1166 \| \| 1329 \| 10-14 \| 1273 \| \| 1197 \| 5-9 \| 1184 \| \| 918 \| 0-4 \| 950 \| |        |             |       |       |       |       |          |
| Статево-вікова піраміда |        |             |       |       |       |       |          |
| Чоловіки | Вік    | Жінки       |       |       |       |       |          |
| 86 | 85 +   | 428         |       |       |       |       |          |
| 170 | 80-84  | 630         |       |       |       |       |          |
| 468 | 75-79  | 1299        |       |       |       |       |          |
| 874 | 70-74  | 1629        |       |       |       |       |          |
| 836 | 65-69  | 1301        |       |       |       |       |          |
| 1355 | 60-64  | 1947        |       |       |       |       |          |
| 850 | 55-59  | 1050        |       |       |       |       |          |
| 978 | 50-54  | 1096        |       |       |       |       |          |
| 1188 | 45-49  | 1248        |       |       |       |       |          |
| 1405 | 40-44  | 1328        |       |       |       |       |          |
| 1272 | 35-39  | 1191        |       |       |       |       |          |
| 1250 | 30-34  | 1138        |       |       |       |       |          |
| 1215 | 25-29  | 1222        |       |       |       |       |          |
| 1020 | 20-24  | 1062        |       |       |       |       |          |
| 1215 | 15-20  | 1166        |       |       |       |       |          |
| 1329 | 10-14  | 1273        |       |       |       |       |          |
| 1197 | 5-9    | 1184        |       |       |       |       |          |
| 918 | 0-4    | 950         |       |       |       |       |          |

Населення району становить 35,4 тис. осіб, з них міського 12,1 тис. осіб, сільського 23,3 тис. осіб. В сільській місцевості проживає 10,7 тис. чоловіків, 13,1 тис. жінок, в місті — 5,5 тис. чоловіків та 6,7 тис. жінок. Станом на 1988 рік, населення району становило 42,9 тис. осіб, з якого міського — 16,2 тис. осіб. Природне скорочення в 2009 році склало 279 чоловік. У 2009 році народилось 365 дітей. Смертність становила 644 особи.
У районі проживає 6804 дитини, 5068 осіб — молодь віком до 28 років. Районною державною адміністрацією проведено єдиний облік багатодітних сімей, на якому перебуває 333 сім'ї району, в яких виховується 1155 дітей. У районі функціонують дорадчі органи: координаційна рада з питань сімейної, молодіжної політики, фізичної культури і спорту; щодо організації відпочинку та оздоровлення дітей; громадська рада з питань захисту прав дітей; дорадчий орган по координації роботи щодо соціального супроводу сімей, які опинились у складних життєвих обставинах. В районі проживає 4024 дітей шкільного віку.
У районі нараховується 11,5 тис. пенсіонерів, що до загальної кількості населення становить 32 %. З них 8,9 тис. чол. отримують пенсію за віком, 1,2 тис. чол. — по інвалідності, 0,7 тис. чол. — у випадку втрати годувальника, 150 чол. — за вислугу років, 165 чол. — отримують соціальні пенсії, 342 чол. — інші.
За переписом 2001 року розподіл мешканців району за рідною мовою був наступним:
- українська — 97,66 %
- російська — 2,03 %
- білоруська — 0,10 %
- молдовська — 0,07 %
- вірменська — 0,05 %
- польська — 0,01 %

За даними перепису населення СРСР 1939 року кількість населення району становила 61 060 осіб, з них українців — 54 565, росіян — 2 042, німців — 203, євреїв — 1 681, поляків — 2 065, інших — 504.

## Охорона здоров'я

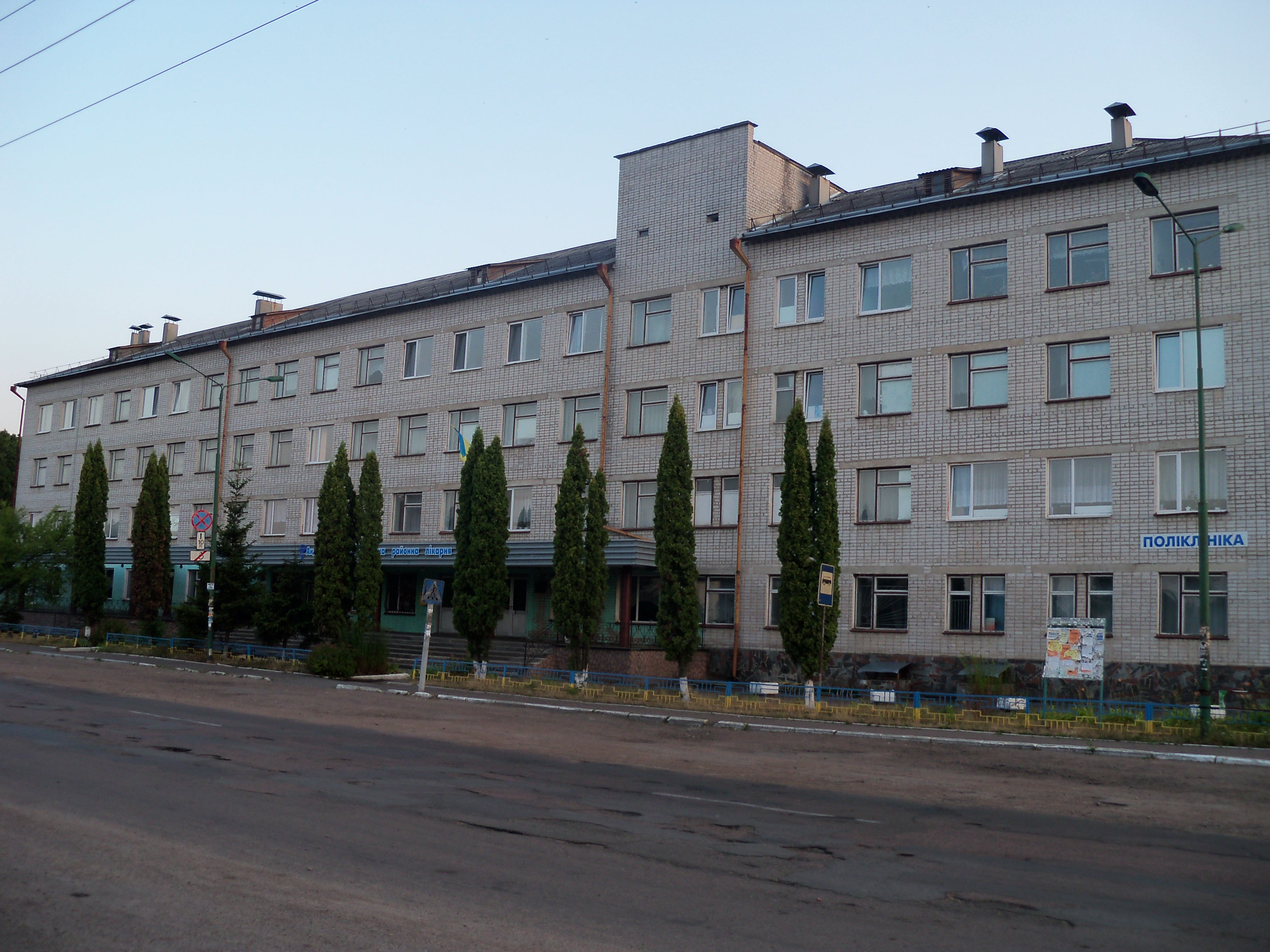
Андрушівська районна центральна лікарня

Станом на 1 січня 2010 року в районі функціонує розгалужена система закладів охорони здоров'я, яка надає медичну допомогу населенню: центральна районна лікарня на _ ліжок, 6 амбулаторій ЗПСМ, 2 сільські амбулаторії, 18 фельдшерсько-акушерських пунктів, 11 фельдшерських пунктів. Кваліфіковану медичну допомогу надають населенню району 62 лікаря, 230 середніх медичних працівників, 118 — молодший медичний персонал. Укомплектованість дільничними лікарями становить близько 57,1 %, середнім медперсоналом 93,7 %.
У районі діє дитячий оздоровчий табір «Чайка». У 2009 році табір працював в три зміни. Всього було оздоровлено 525 дітей (в тому числі з Андрушівського району — 95 дітей).

## Відомі люди
- Кучер Василь Степанович (1911, село Вербів — 1967, Київ) — український письменник.
- Ляшенко Ігор Миколайович (6 вересня 1939 — 4 грудня 2015) — вчений-математик, професор Київського національного університету ім. Шевченка.
- Іващенко Юрій Миколайович (1961, Андрушівка) — астроном.

Герої Радянського Союзу
- Козлов Йосип Дмитрович (Нехворощ);
- Маргулян Лев Маркович (Стара Котельня);
- Мельник Василь Максимович (Іванків);
- Савчук Степан Варфоломійович (Глинівці);
- Федорчук Павло Степанович (Івниця)

Кавалери трьох орденів Слави
- Броніцький Олексій Васильович (Гардишівка, нині в межах Андрушівки)
- Струтовський Михайло Іванович (Малі Мошківці);
- Красовський Петро Ілліч (Волиця)

## Економіка
Як і за радянських часів у господарстві району провідне місце належить сільському господарству.

### Сільське господарство
Земельні ресурси району
Земельні ресурси району (станом на 1986 рік → 2014 рік):
- придатні для сільськогосподарського обробітку землі — 72,6 тис. га (75,9 %) → 70,0 тис. га (73,2 %) ▼,
  - орні землі — 65,3 тис. га (68,3 %) → 63,5 тис. га (64,2 %) ▼,
  - багаторічні насадження — ?,
  - землі, що постійно використовуються під пасовища й сіножаті — 6,7 тис. га (7 %);
- землі, зайняті лісами — 7,4 тис. га (7,7 %) → 8,5 тис. га (8,9 %) ▲;
- інше — 15,6 тис. га (16,3 %);
- осушені землі — 8,7 тис. га (9,1 %)[1]. Площа водного дзеркала річок, озер, ставків — 1,9 тис. га.

Загальна площа сільськогосподарських угідь по сільгосппідприємствах — 44,8 тис.га, в господарствах населення — 18,4 тис.га. Територія району займає 95,6 тис. га., в тому числі:
- земель державної власності — 34,6 тис. га,
- земель приватної власності — 61,0 тис. га.

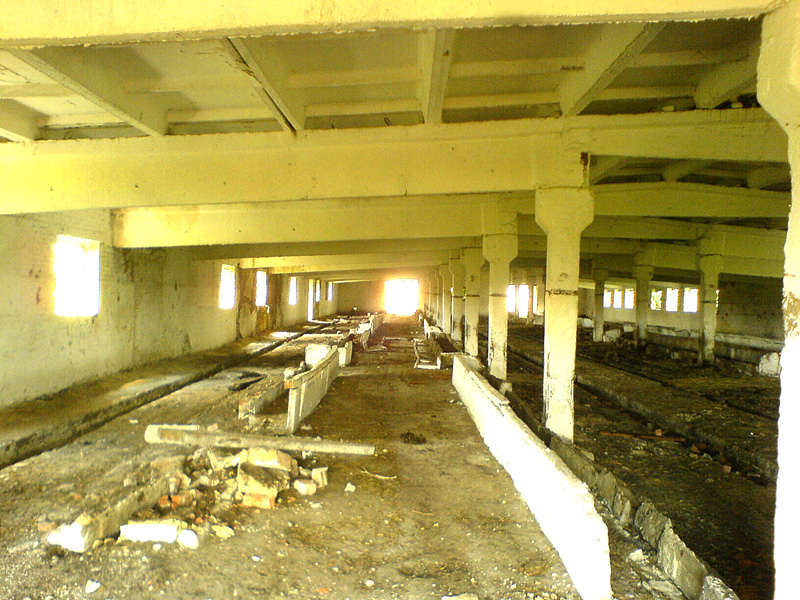
Закинута тваринницька ферма
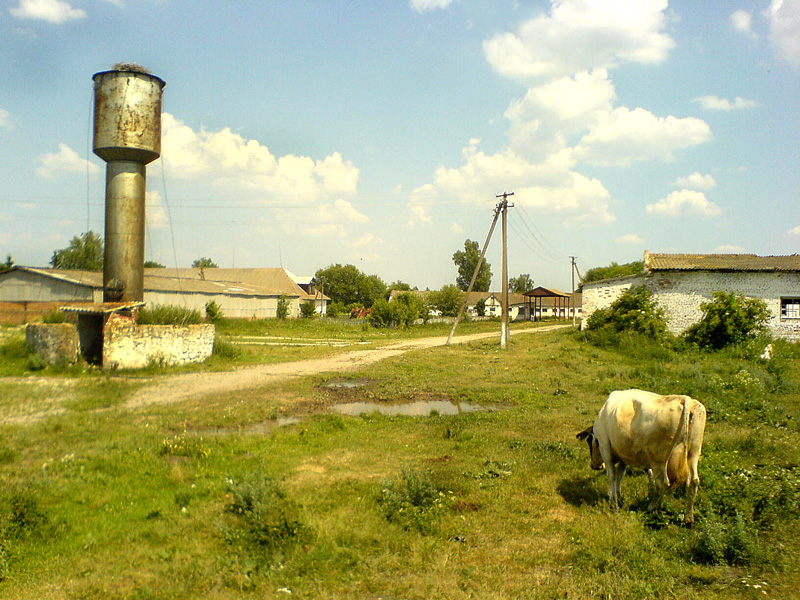
Тваринницьке господарство
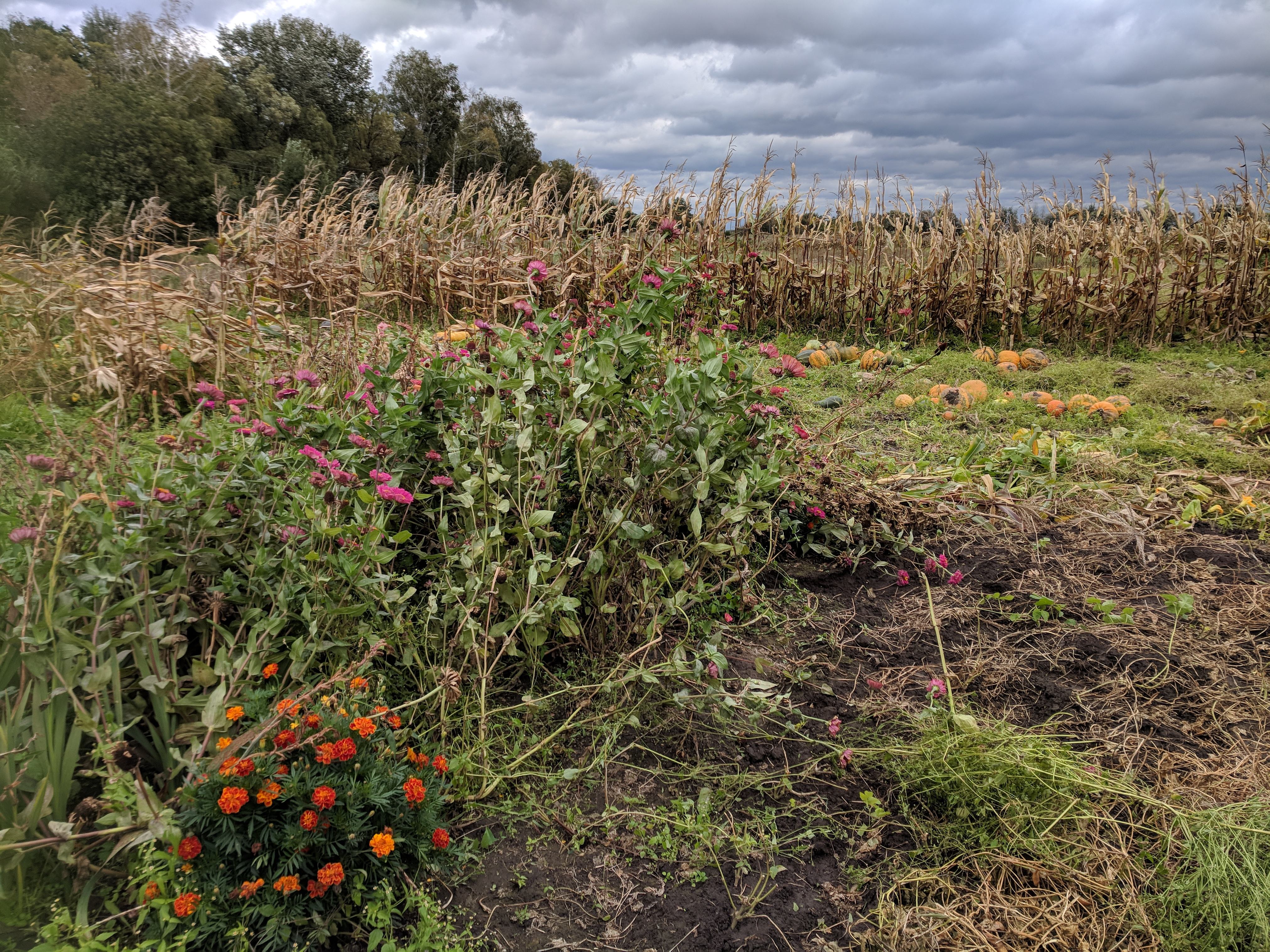
Людські городи

У районі налічується 22 сільськогосподарських підприємств різних форм власності. 34 фермерських господарства, які обробляють 5485 га землі. В районі діє 4 сільськогосподарських обслуговуючих кооперативи. В загальній структурі виробництва продукція рослинництва становить — 87 %, тваринництва — 13 %. За радянських часів спеціалізацією рослинницької галузі сільського господарства району було вирощування зернових і технічних культур (пшениця, ячмінь, просо, гречка, цукрові буряки). Тваринницька галузь спеціалізувалась на вирощуванні мя'со-молочної худоби. У 1980-х роках на землях району господарювало 11 колгоспів, 4 радгоспи, працювали птахофабрика, районне об'єднання «Сільгосптехніка» з відділенням.

### Промисловість
За радянських часів основними галузями промисловості виступали: харчовою галуззю (цукрова, спиртова, маслоробна) та виробництво будівельних матеріалів. Найбільшими підприємствами були: Андрушівські цукровий комбінат, сироробний та цегельний заводи, Червоненські цукровий комбінат та завод продовольчих товарів, Івницький завод залізобетонних виробів.
Промисловий комплекс району представляють 7 основних підприємств:
1. ДП «Червоненський завод продовольчих товарів» — виробляє органічні розчинники, скломийні рідини на основі технології спиртового виробництва, як сировина використовується меляса (патока) відходи переробки цукрового буряка, можливе використання зерна;
2. дільниця № 2 ДП «Коростишівський спиртовий комбінат» — виробляє спирт етиловий вищої очистки, як сировина використовується меляса (патока), відходи переробки цукрових буряків;
3. ВАТ «Червонський цукровик» — виробляє цукор-пісок з цукрових буряків;
4. ТОВ «Андрушівський маслосирзавод» — виробляє сири тверді, сухе молоко, масло тваринне та спреди, маргарин;
5. дочірнє підприємство «Агросервіс» фірми «Житомирінвест» ВАТ — виробляє м'ясо заморожене. У зв'язку із зміною власника припинило свою діяльність на території району та перереєстроване в Києві;
6. ЗАТ Фабрика «Восход» — виробляє спецодяг для працівників різних галузей економіки.
7. приватне орендне сільськогосподарське підприємство по птахівництву «Надія» — корми готові для сільськогосподарських тварин.

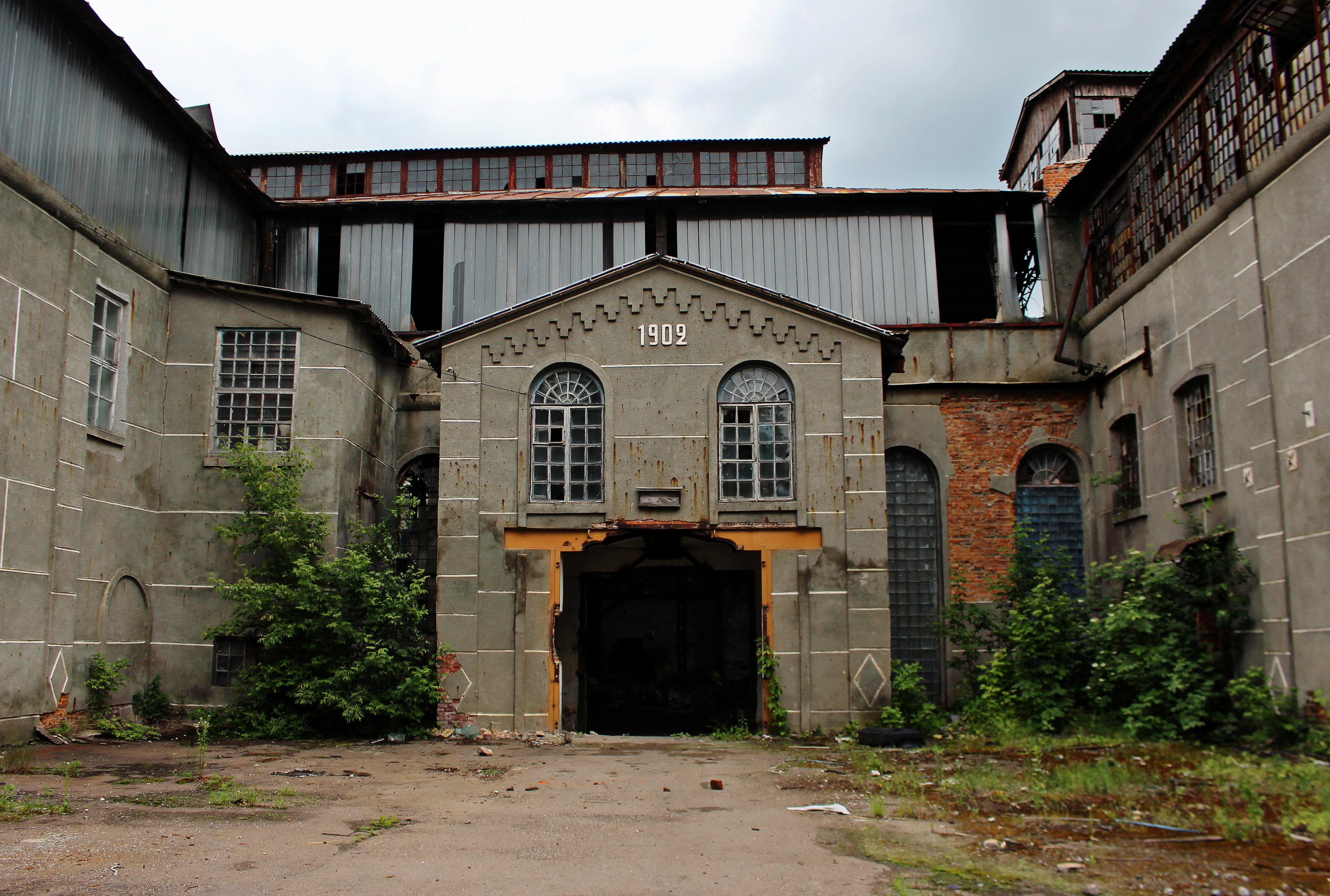
Цукровий завод Терещенків
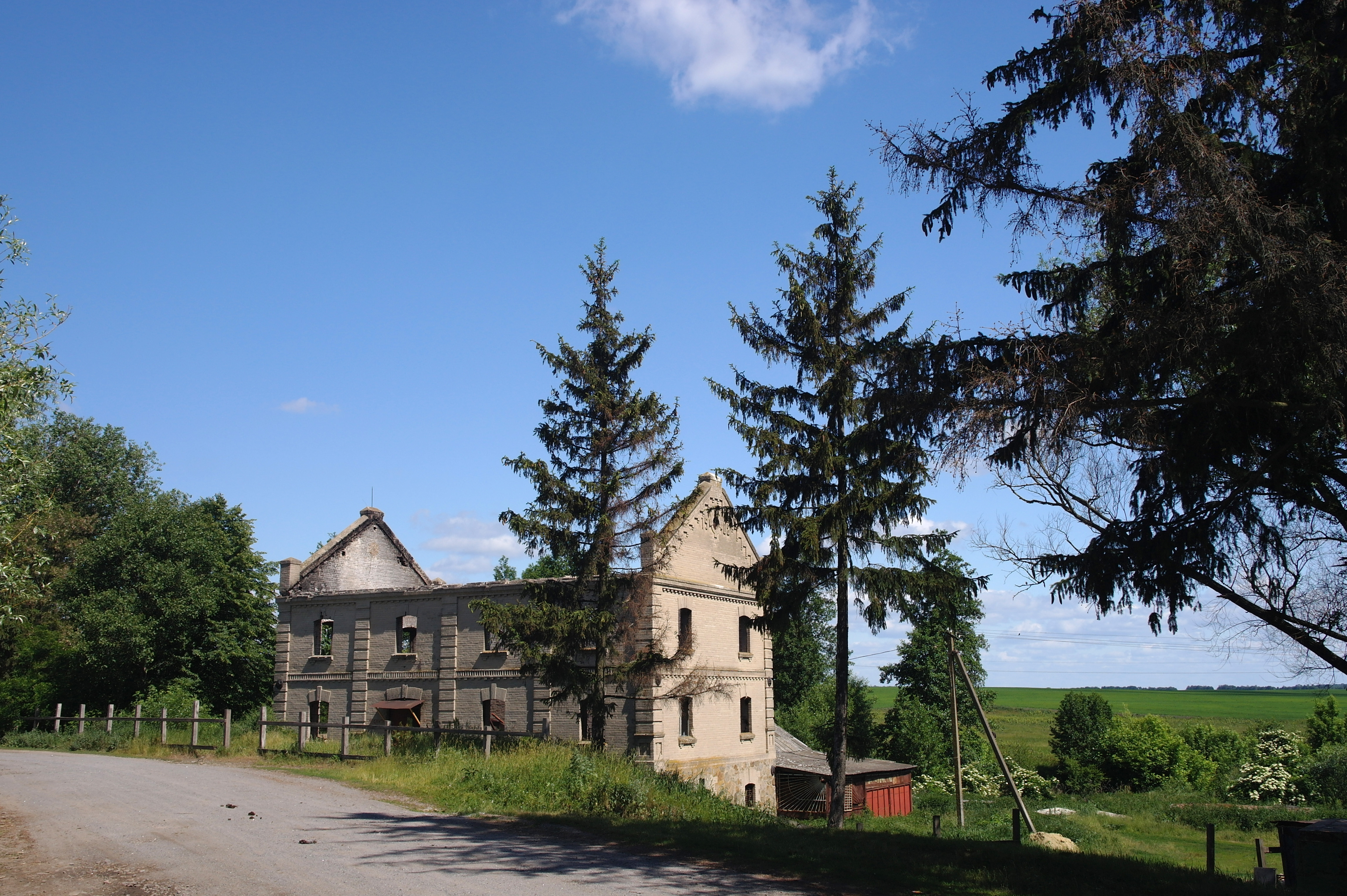
Водяний млин у Городківці

Промисловими підприємствами району у 2009 році вироблено продукції в порівняльних цінах на суму 238,7 млн грн. Позитивну динаміку у промисловості забезпечує ТОВ «Андрушівський маслосирзавод», де індекс росту виробництва становить 110 %. У 2009 році вироблено товарів народного споживання в діючих цінах на суму 220,2 млн грн., що на 1,7 % менше до 2008 року. З них вироблено продовольчих товарів на суму 219,0 млн грн. та непродовольчих товарів на 1,2 млн грн. Реалізовано промислової продукції на суму 279,7 млн грн., що на 50,1 млн грн., або 22 % більше до минулого року.

### Сфера послуг
Послуги зв'язку в районі надає Житомирська філія ВАТ «Укртелеком» центр технічних послуг № 8, де діє 26 АТС (в тому числі 4 цифрові), обслуговується 6235 стаціонарних телефонних номерів. Поряд з цим активно розвивається ринок IP-послуг. Надаються послуги підключення до Інтернету в режимі dial-up та ADSL. Підключення dial-up надається як за контрактом, так і в режимі вільного доступу.

### Трудові ресурси
Розподіл зайнятого населення району по галузях
Кількість населення, зайнятого в усіх галузях економіки — 4,5 тис. осіб, з них у:
- промисловості 1,0 тис. осіб (22,2 %),
- сільському господарстві і фермерство — 0,7 тис. осіб (15,6 %),
- будівництві — 0,1 тис. осіб (2,2 %),
- транспорті — 0,1 тис. осіб (2,2 %),
- торгівлі — 0,1 тис. осіб (2,2 %),
- в інших галузях — 2,5 тис. осіб (55,6 %).

## Транспорт
Райцентр Андрушівка розташовується за _ км від обласного центру, міста Житомир. Залізничні станції: Андрушівка, Брівки, Степок.

Залізнична станція Андрушівка
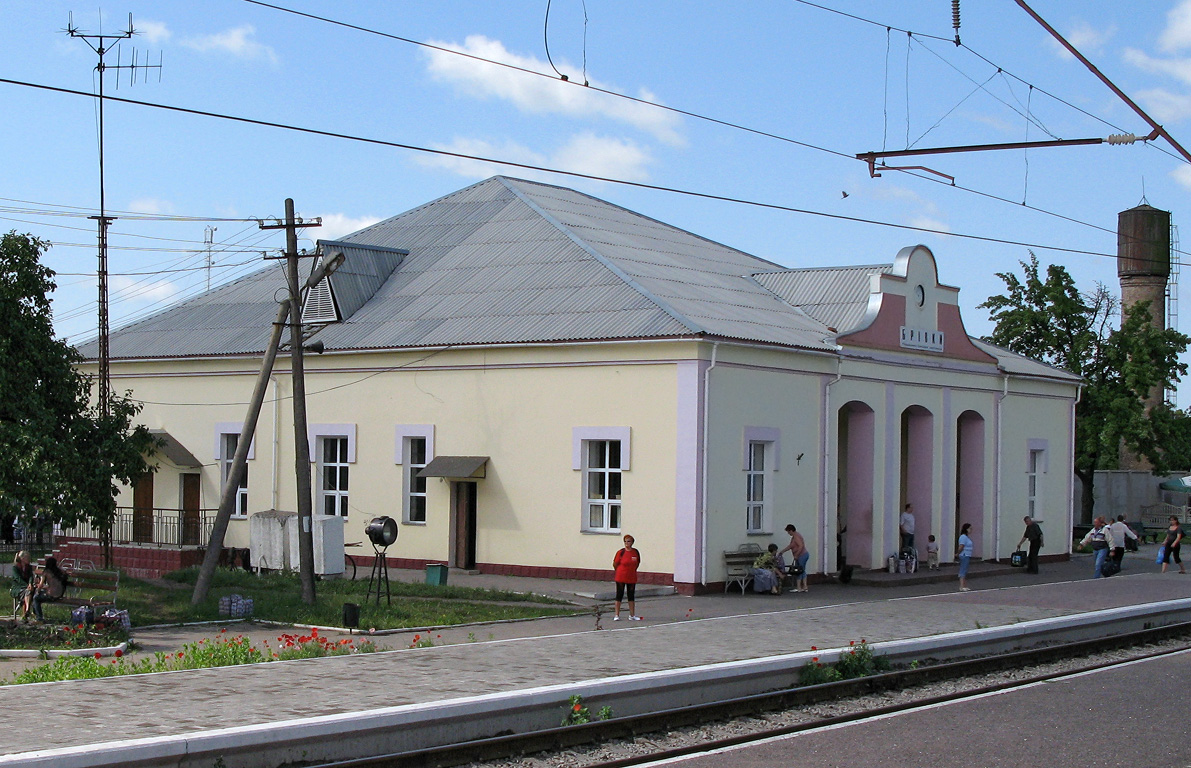
Залізнична станція Брівки
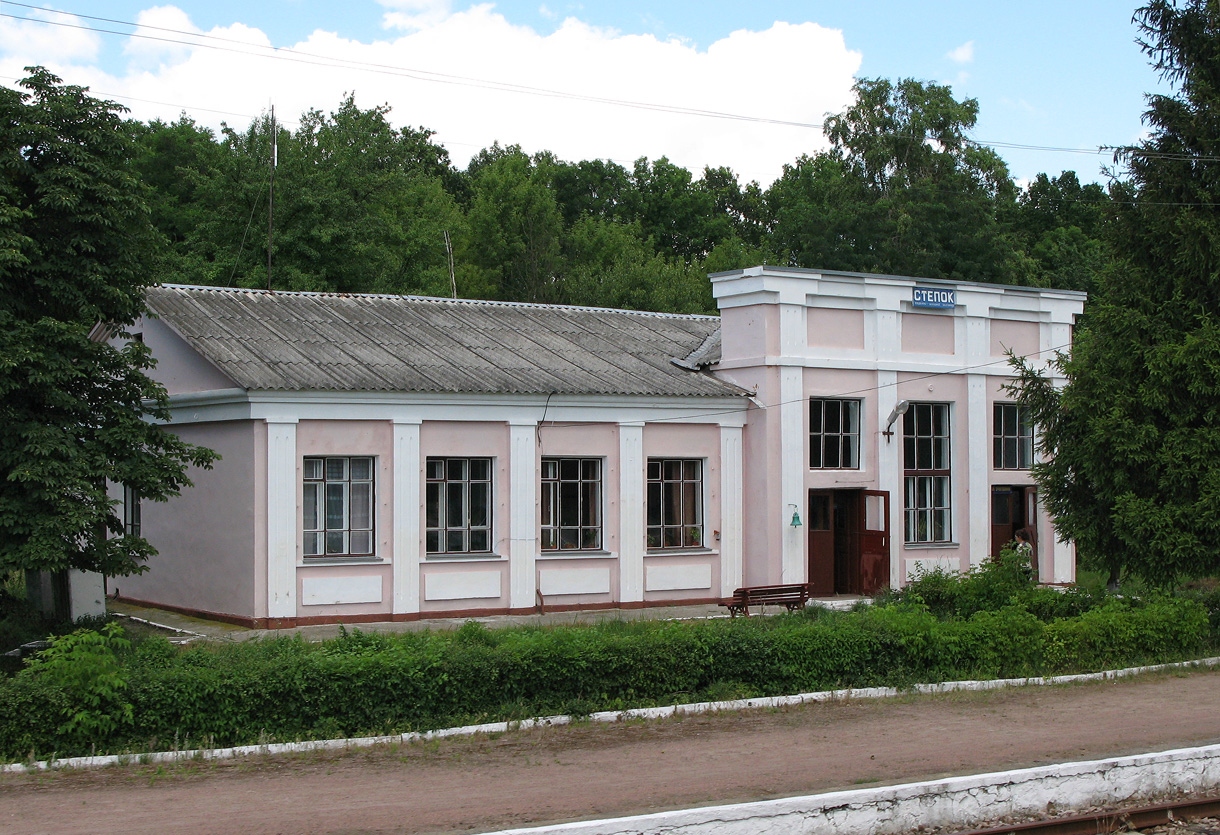
Залізнична станція Степок
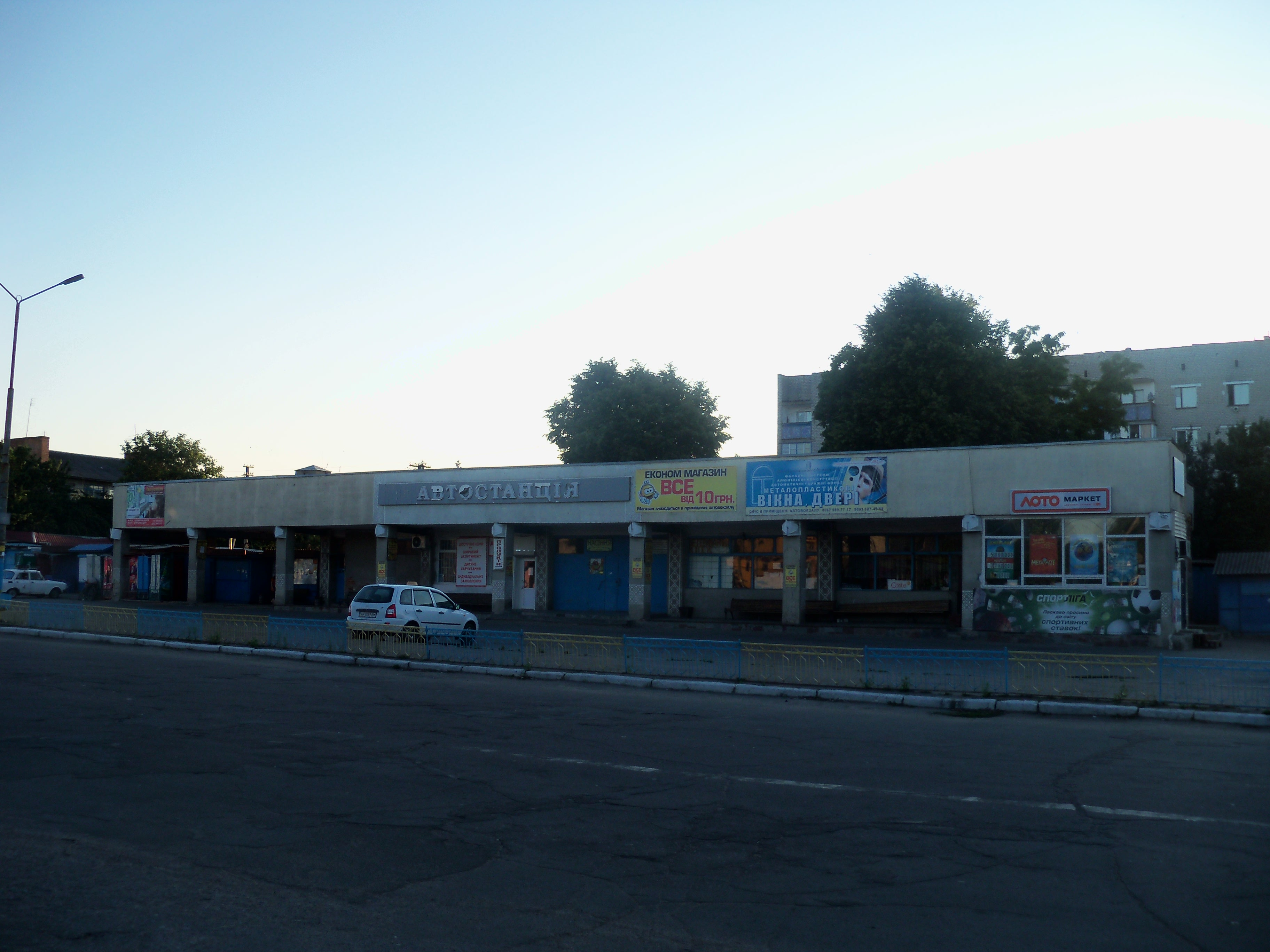
Автостанція в Андрушівці

Автомобільні шляхи району, станом на 2014 рік, складають 346 км, у тому числі з твердим покриттям 250,6 км. Станом на 1990 рік у районі було 566 км автошляхів, з яких із твердим покриттям — 170 км. У районі налічується 13 мостів. Територією району проходять автомобільне сполучення з міжнародним транспортним коридором № 3, МТК Європа-Азія, та залізничні шляхи, які з'єднують район з містами Житомир, Фастів, Київ, Козятин. Транспортний комплекс району представлений відкритим акціонерним товариством «Андрушівське автотранспортне підприємство-11838», Козятинською дирекцією залізничних перевезень та більше ніж 30 приватними підприємцями, які надають послуги з вантажних та пасажирських перевезень.

## Культура
У районному центрі Андрушівський палац XIX століття створено і функціонує 35 клубних установ (за часів УРСР 19 будинків культури та 16 клубів), 36 бібліотек (за часів УРСР 46), за часів УРСР діяло 2 кінотеатри та 47 кіноустановок. Бібліотечний фонд в районі становить понад 346 тис. примірників на суму майже 560 тис. грн. У 2007 році статус державного надано будинку культури військової частини А-1912 в селищі Новоівницьке.
На державному обліку знаходиться 158 пам'яток в тому числі археології — 29, з них 2 національного значення, 88 пам'яток історії, 3 монументального мистецтва, 16 новозбудованих та нововиявлених пам'яток.

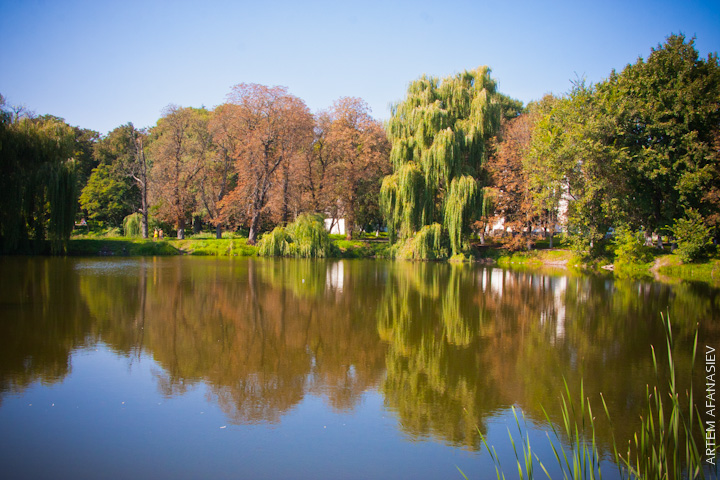
Андрушівський парк
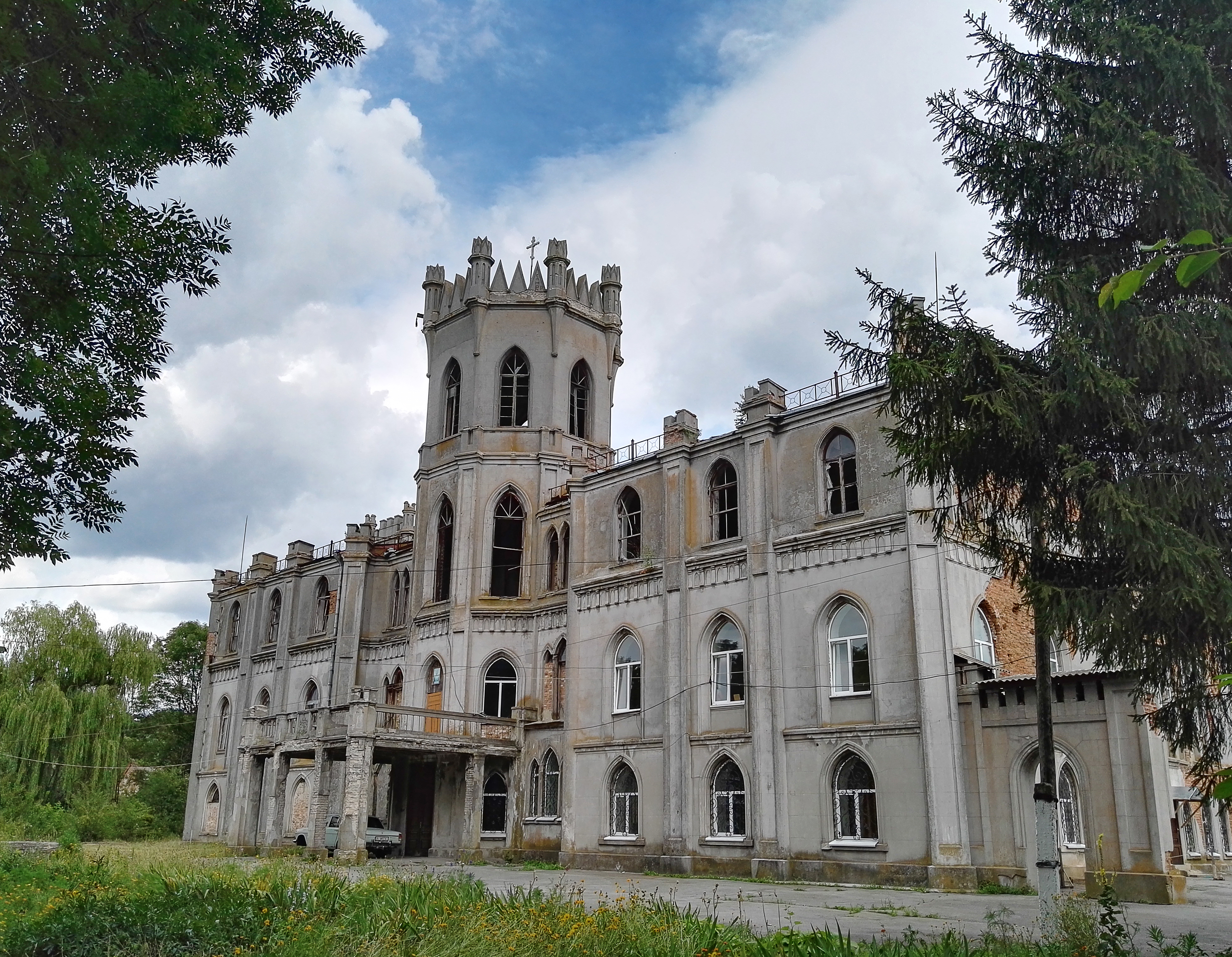
Садиба Терещенків у Червоному
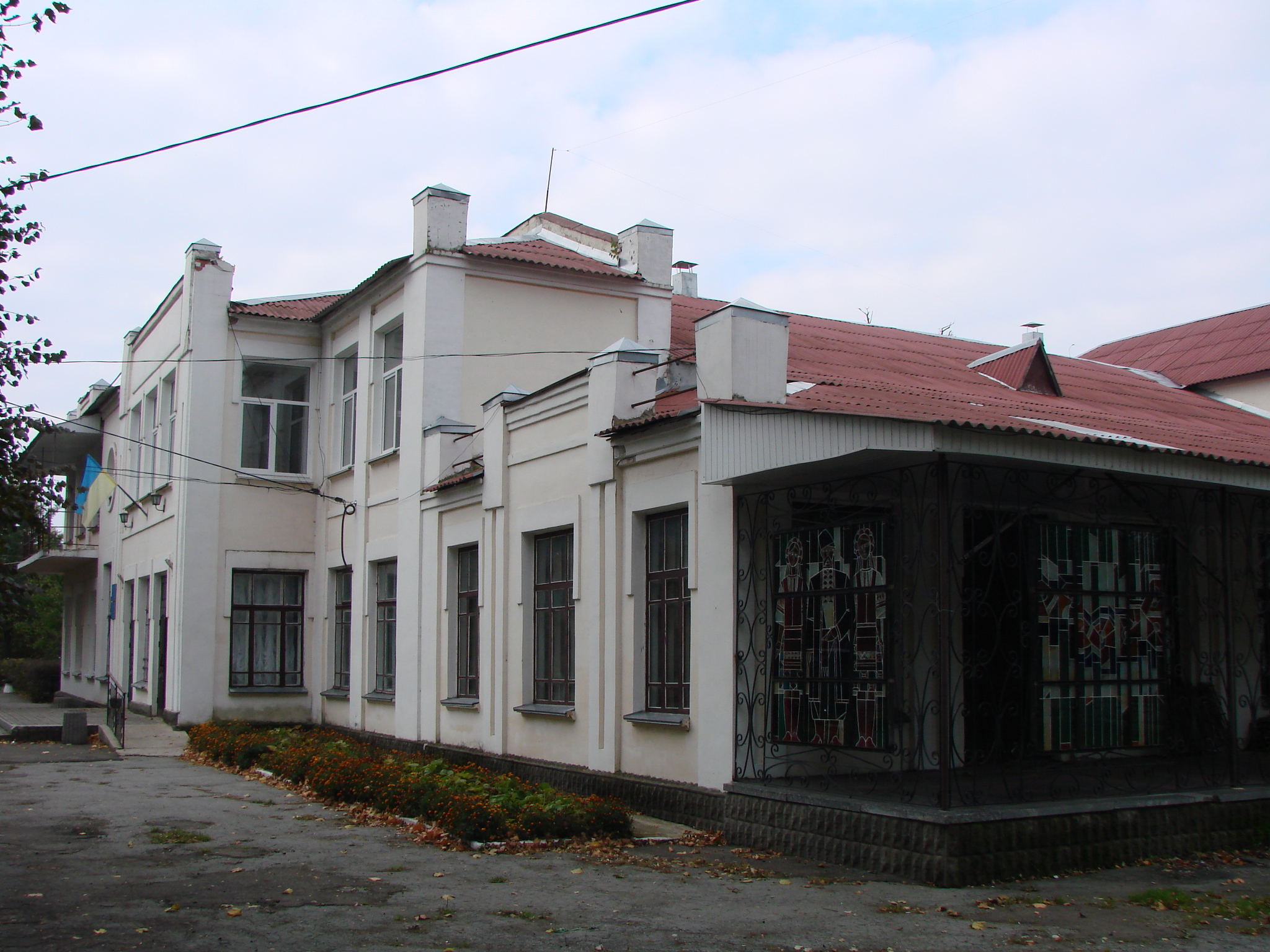
Будинок культури Андрушівки
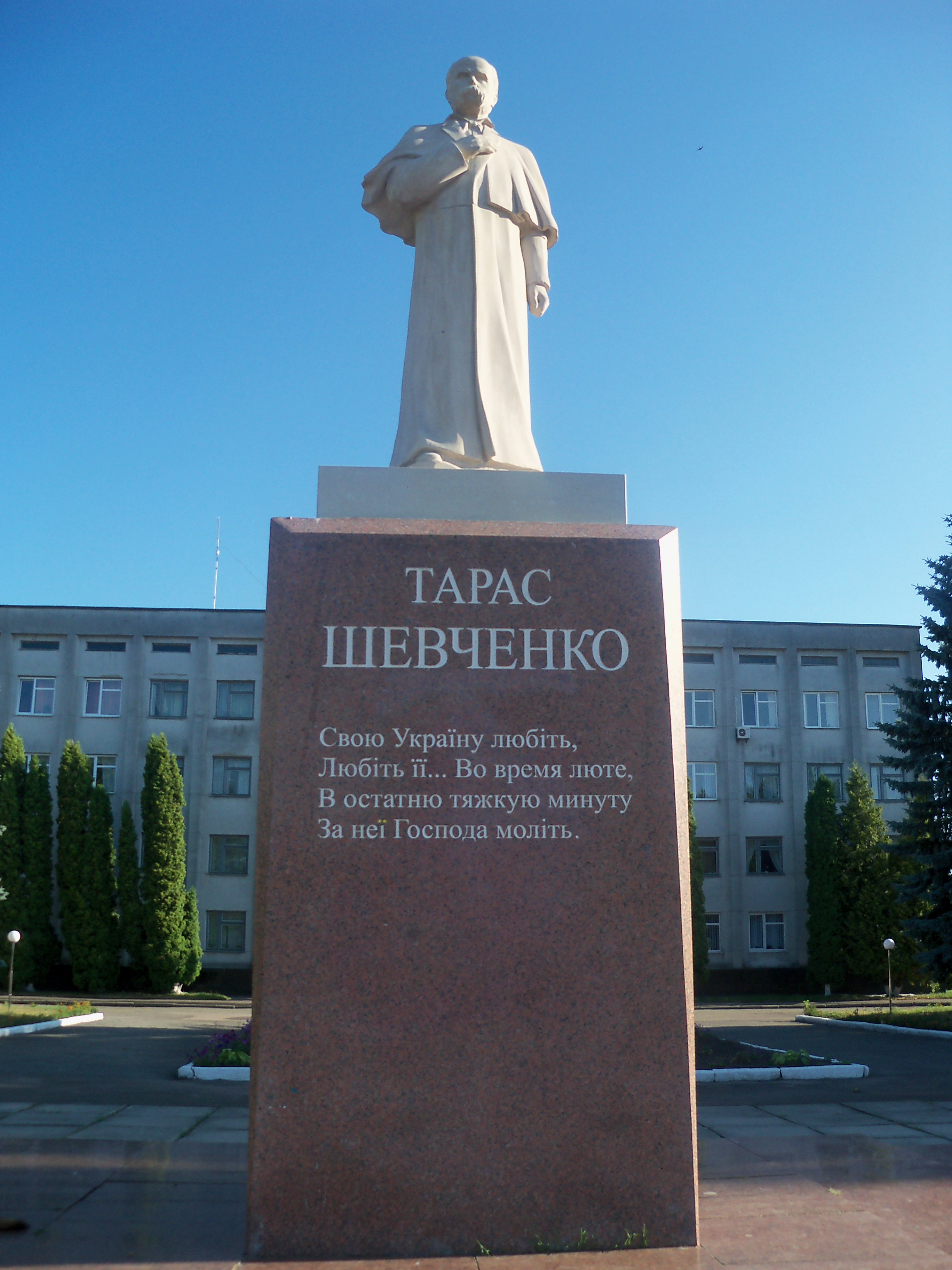
Пам'ятник Тарасові Шевченку в Андрушівці

### Освіта
У районі функціонує розвинена та розгалужена система освіти, працює 58 освітніх закладів
В Андрушівському професійному ліцеї навчається 261 учень за шести спеціальностями. Навчальний процес здійснюють 25 педагогів та майстрів виробничого навчання.
Серед загальноосвітніх навчальних закладів Андрушівська гімназія, 28 загальноосвітніх шкіл, з яких 15 шкіл І-ІІІ ступенів, 10 — І-ІІ ступенів, 3-І ступеня. В цих закладах 554 вчителі навчають 4024 учнів. Потребують підвезення до місця навчання та в зворотному напрямку 261 учень та 103 педагоги. Підвезення шкільним автобусом організовано для 29 учнів до Андрушівської ЗОШ І-ІІ ст., Андрушівської ЗОШ І- III ст. № 1, Андрушівської гімназії. Решта учнів та педагоги доїжджають автотранспортом «АТП 11838», з яким укладено договір. Для забезпечення потреб у підвезенні закуплено за кошти місцевого бюджету ще один автобус. Проводиться робота по соціальному захисту учасників навчально-виховного процесу.

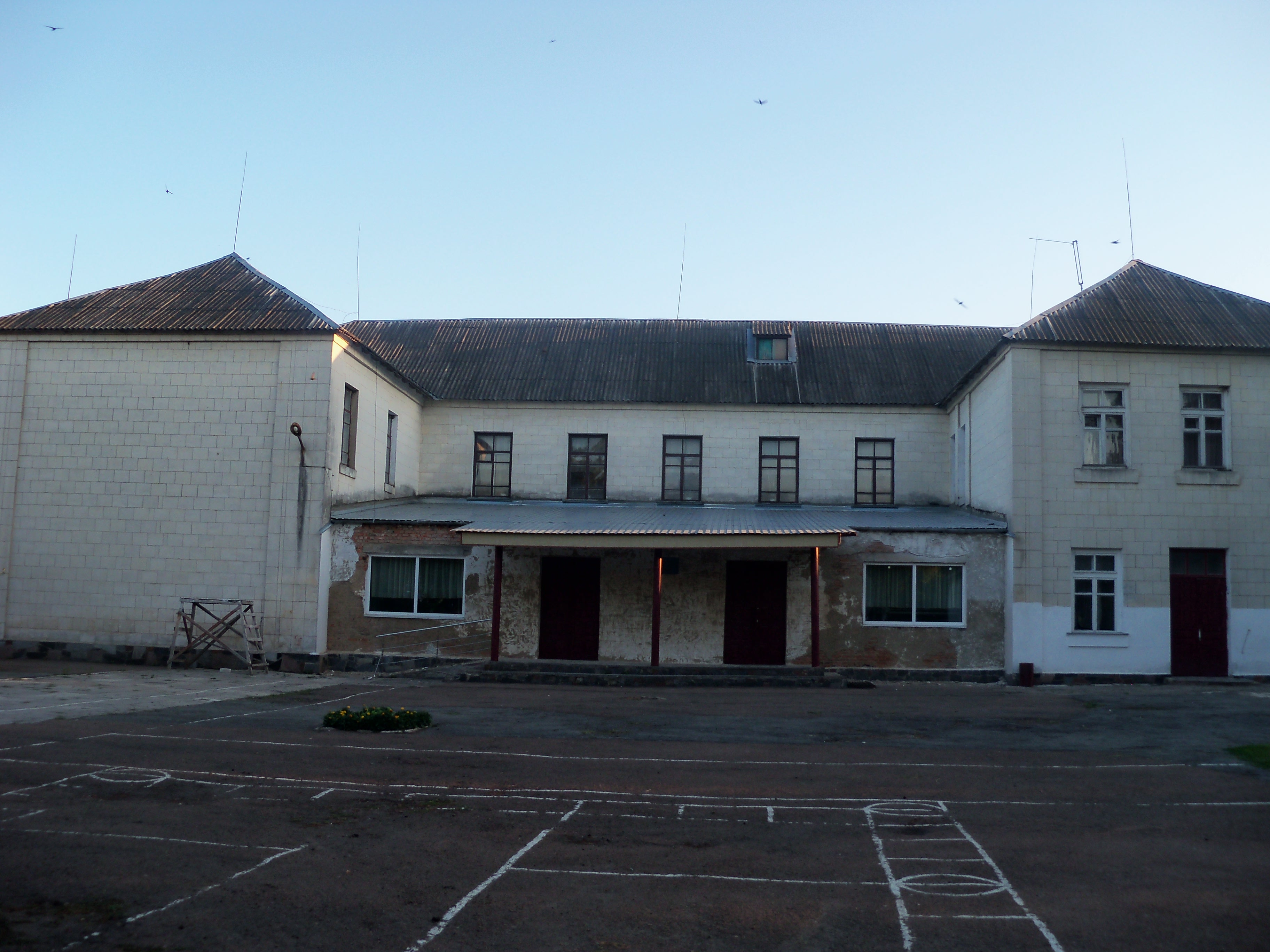
Андрушівська гімназія
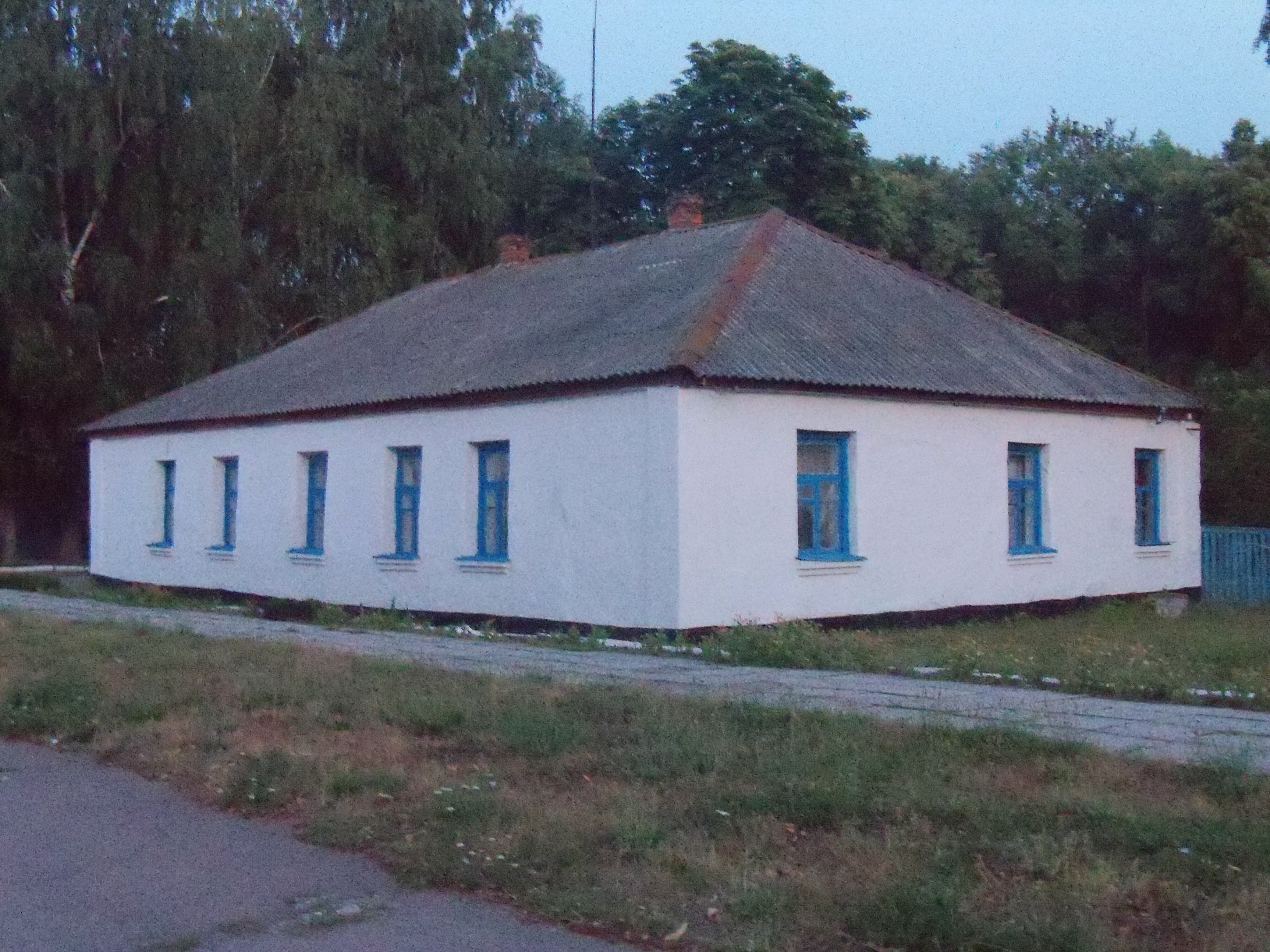
Андрушівська музична школа

У 26 дошкільних навчальних закладах виховується 843 дитини, працює 84 педагоги.
Позашкільною освітою охоплено 585 школярів. Працює два заклади позашкільної освіти: Андрушівська станція юних техніків та міський центр дитячої творчості.

### Наука

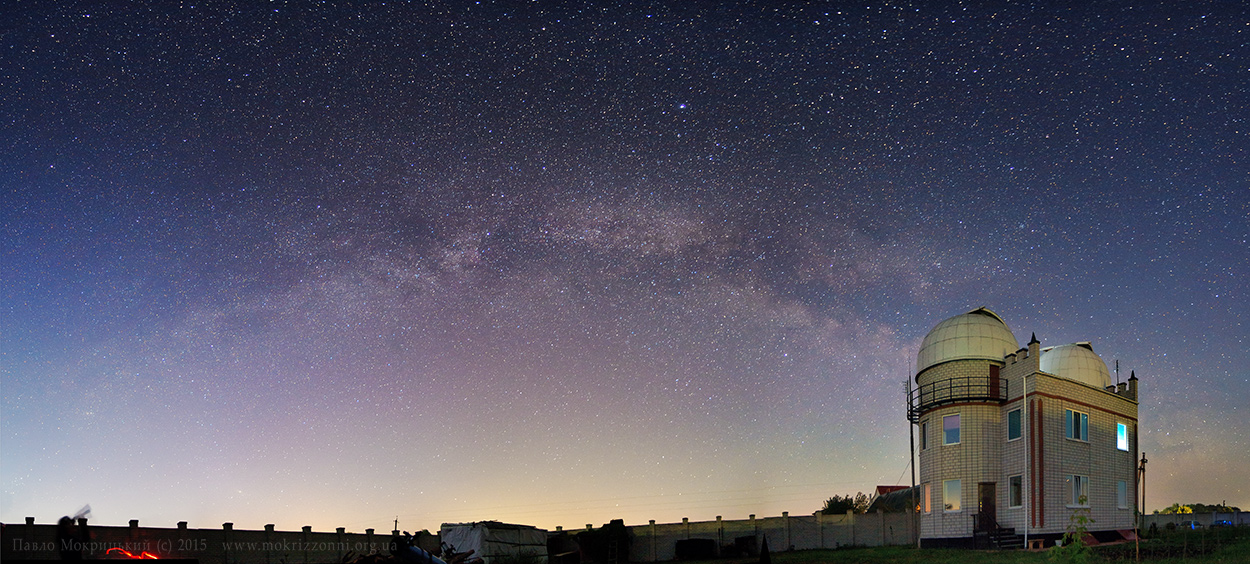
Андрушівська астрономічна обсерваторія

У районі споруджено приватну астрономічну обсерваторію поблизу міста Андрушівка.

### Релігія

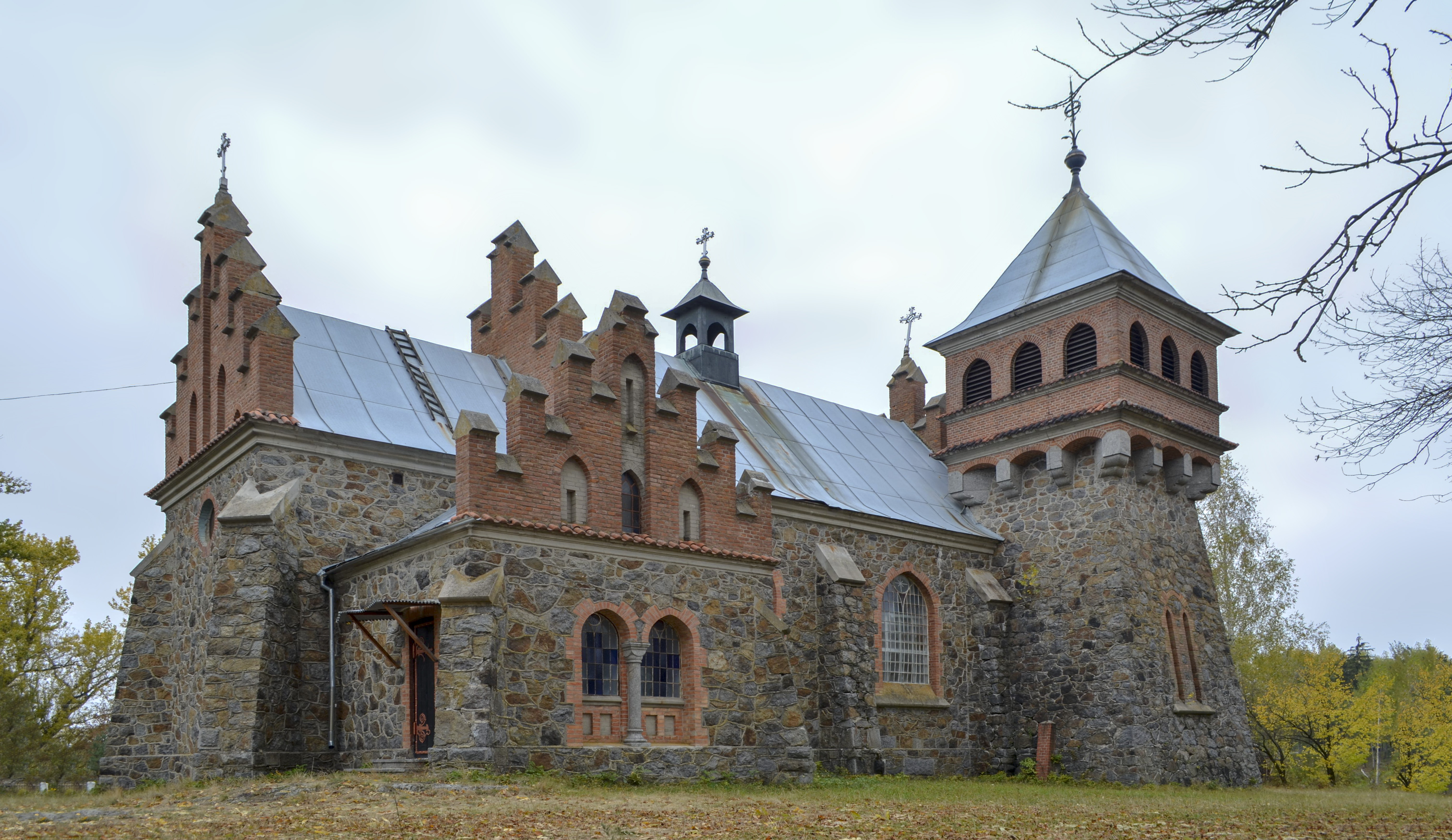
Костел Святої Клари в Городківці
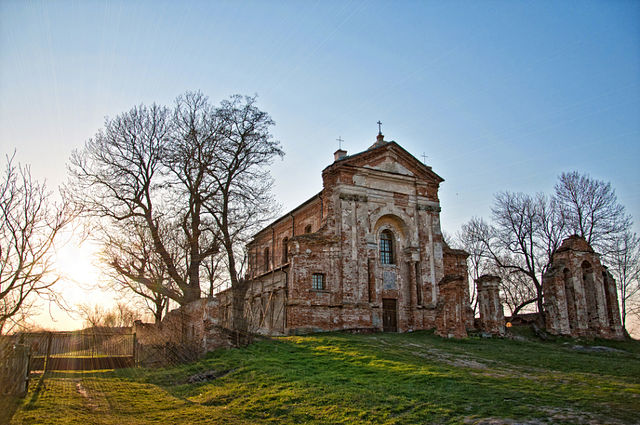
Костел Антонія Падуанського у Старій Котельні
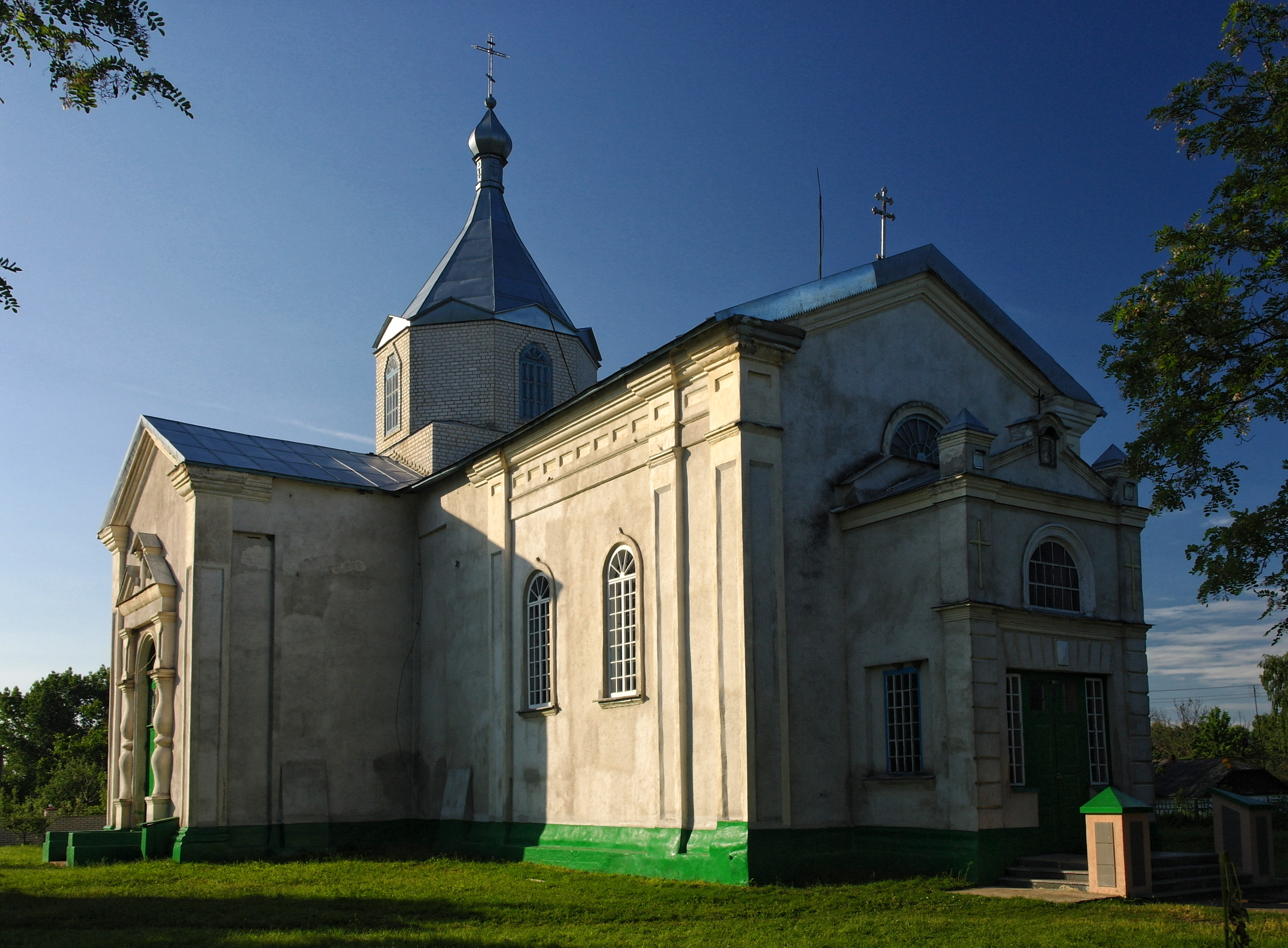
Миколаївська церква у Червоному
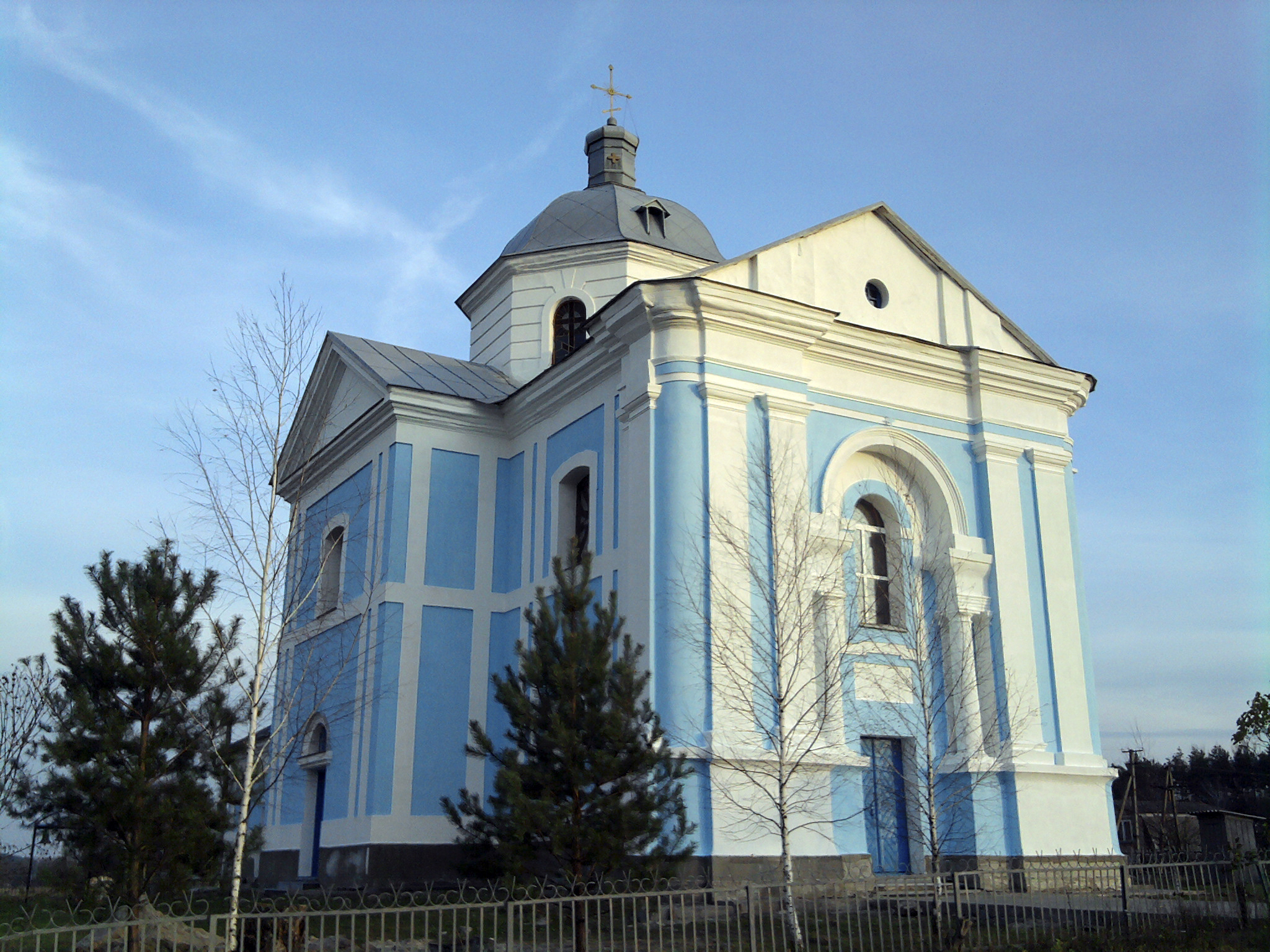
Церква Святої Богородиці в Іванкові
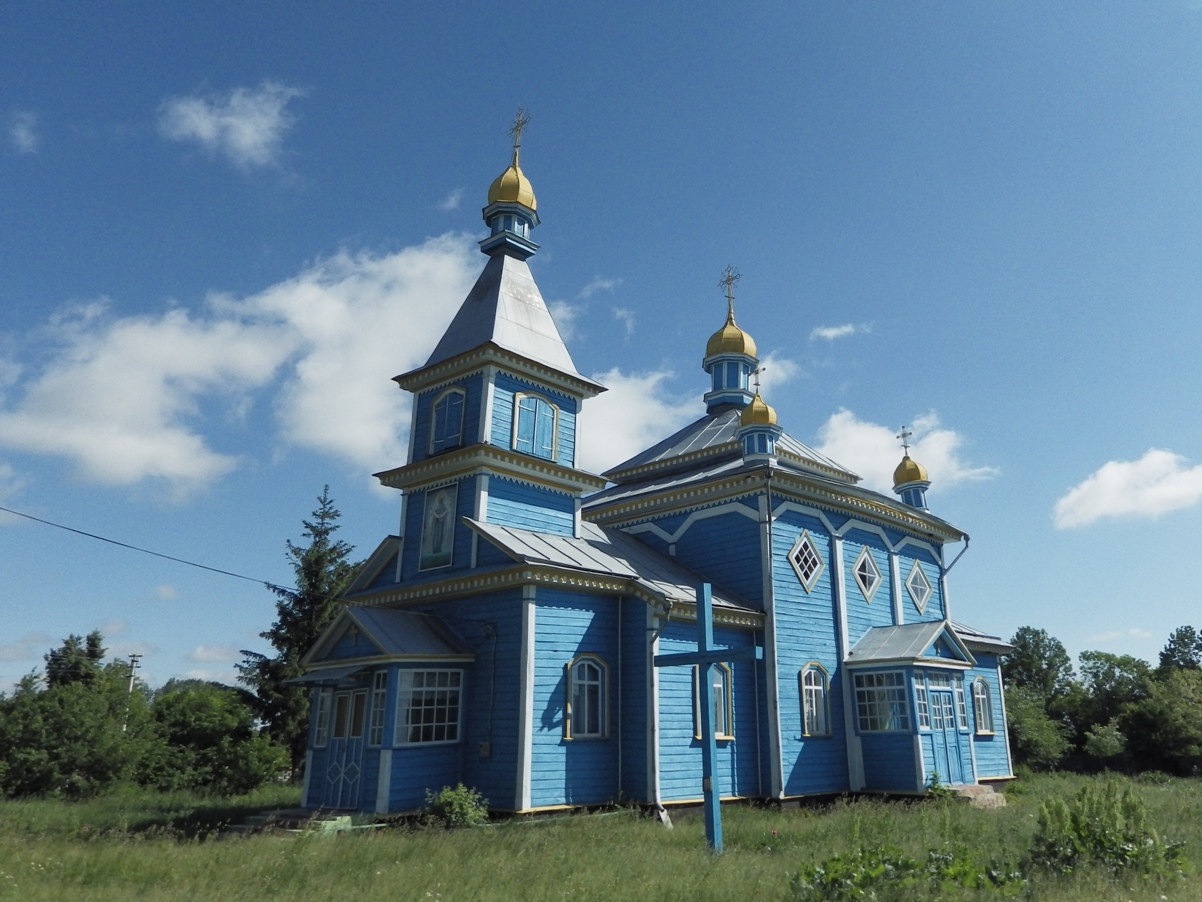
Свято-Покровська церква

### Спорт

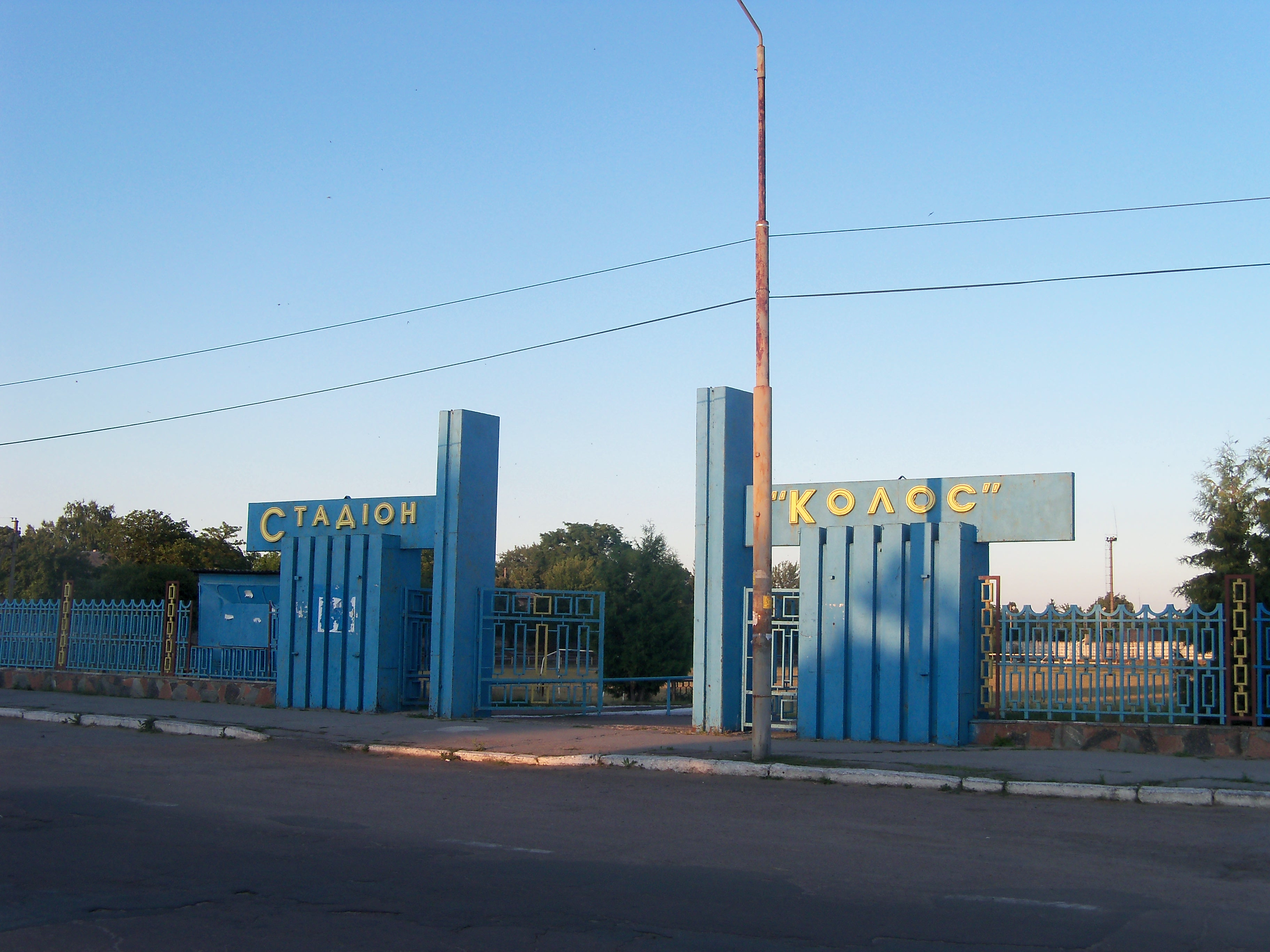
Стадіон «Колос», Андрушівка

У районі рацює ДЮСШ Житомирської обласної ради ВФСТ «Колос», де навчається 251 учень, працює 5 відділень: з волейболу, легкої атлетики, футболу, гирьового спорту, греко-римської боротьби. З місцевого бюджету у 2009 році на школу виділено 156,2 тис.гривень. ДЮСШ має власну спортивну базу: стадіон, спортивний майданчик зі штучним покриттям, волейбольний, баскетбольний, гандбольний майданчики.